# Indonésia
Indonésia (em indonésio: Indonesia, pronunciado: [ɪndonesia]), oficialmente República da Indonésia (em indonésio: Republik Indonesia; pronunciado: [rɛpublik ɪndonesia]), é um país localizado entre o Sudeste Asiático e a Austrália, sendo o maior arquipélago do mundo, composto pelas Ilhas de Sonda, a metade ocidental da Nova Guiné e compreendendo no total 17 508 ilhas. Por ser um arquipélago, tem fronteiras terrestres com a parte oriental da Malásia (na ilha de Bornéu), Timor-Leste (na ilha do Timor) e Papua-Nova Guiné (na Nova Guiné); e marítimas com as Filipinas, Malásia, Singapura, Palau, Austrália e com o território indiano de Andamão e Nicobar. A localização entre dois continentes — Ásia e Oceania — faz da Indonésia uma nação transcontinental. O país é uma república, com poder legislativo e presidente eleitos por sufrágio universal, sendo sua capital a cidade de Jacarta, com uma população de cerca de 10 milhões de pessoas. É um dos membros fundadores da Associação de Nações do Sudeste Asiático (ASEAN) e membro do G20. A economia indonésia é a décima sexta maior economia do mundo e a sétima maior em paridade do poder de compra.
O arquipélago indonésio tem sido uma região de grande importância para o comércio desde os séculos VI e VII, quando Serivijaia começou a comercializar com a China e com a Índia. Apesar de sua grande população, com regiões densamente povoadas, a Indonésia tem vastas áreas desabitadas e é um dos países mais biodiversos do mundo. Desde os primeiros séculos da era cristã, governantes locais gradativamente absorveram modelos culturais, políticos e religiosos estrangeiros, enquanto reinos hindus e budistas floresceram.
A história da Indonésia tem sido atravessada pelo interesse das potências estrangeiras nos seus vastos recursos naturais. Comerciantes árabes muçulmanos trouxeram o islamismo, religião dominante no país hoje. Os poderes europeus trouxeram o cristianismo e lutaram entre si para monopolizar o comércio de especiarias nas ilhas Molucas durante a Era dos Descobrimentos. Depois de três séculos e meio de colonização holandesa, a Indonésia conquistou sua independência após a Segunda Guerra Mundial. A história do país desde então tem sido turbulenta, com desafios colocados por catástrofes naturais, corrupção, movimentos separatistas, com um processo de democratização e períodos de mudanças econômicas rápidas. A nação atual da Indonésia é uma república presidencial unitarista composta por trinta e quatro províncias.
Com mais de 245 milhões de habitantes (2011), a Indonésia era, nessa altura, o quarto país mais populoso do mundo, sendo também a nação islâmica mais populosa. O povo indonésio está distribuído por distintos grupos étnicos, linguísticos e religiosos nas suas diversas ilhas. O lema nacional (em indonésio: Bhinneka Tunggal Ika; lit. "Unidade na diversidade") articula a diversidade que há na nação. Ainda que rica em recursos naturais, sua população é, em sua maioria, de baixa renda. Em 2020, o seu Índice de Desenvolvimento Humano Ajustado à Desigualdade (IDHAD) era 0,590.

## Etimologia
O nome Indonésia deriva do grego indós e nesus, que significa "ilha índica". O nome data do século XVIII, precedendo a formação de uma Indonésia independente. Em 1850, George Earl, etnólogo inglês, propôs os termos "Indunesians", ou também "Malayunesians", para se referir aos habitantes do "arquipélago indiano" ou "arquipélago malaio". Na mesma publicação, um dos estudantes de Earl, James Richardson Logan, utiliza a palavra "Indonésia" como sinônimo de "arquipélago indiano". Entretanto, os acadêmicos neerlandeses que escreviam publicações nas Índias Orientais negavam-se a usar o vocábulo Indonésia, utilizando em seu lugar termos como Arquipélago Malaio (em neerlandês: Maleische Archipel; lit. "Arquipélago Malaio"); Índias Orientais Neerlandesas (em neerlandês: Nederlandsch Oost Indië; lit. "Índias Orientais Neerlandesas") o leste (em neerlandês: de Oost; lit. "o leste") e também Insulinde (em neerlandês: Insulinde; do latim "insula" (lit. "ilha") e "Índia", significando "ilhas indianas" ou "ilha da Índia").
A partir de 1900 o uso do termo Indonésia se tornou mais comum em círculos acadêmicos fora dos Países Baixos, e grupos nacionalistas indonésios adotaram o termo para expansão política. Adolf Bastian, da Universidade de Berlim, popularizou o nome no seu livro Indonesien oder die Islas des Malayischen Archipels, 1884–1894. O primeiro erudito indonésio a utilizar o nome foi Suwardi Suryaningrat (Ki Hajar Dewantara), quando em 1913 estabeleceu uma imprensa nos Países Baixos com o nome Indonesisch Pers-mesa.

## História

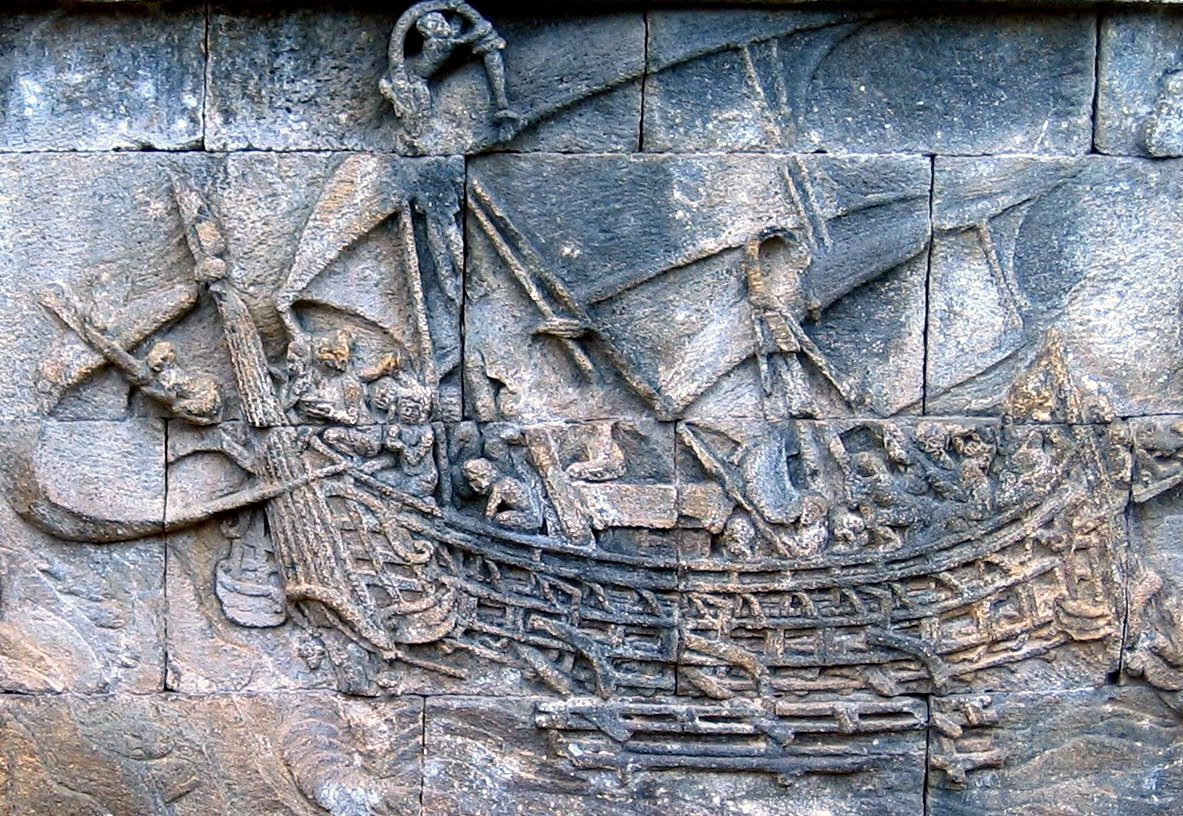
Um navio esculpido em Borobudur aproximadamente no ano 800. Barcos indonésios podem ter feito viagens comerciais para a costa oriental da África no século I.

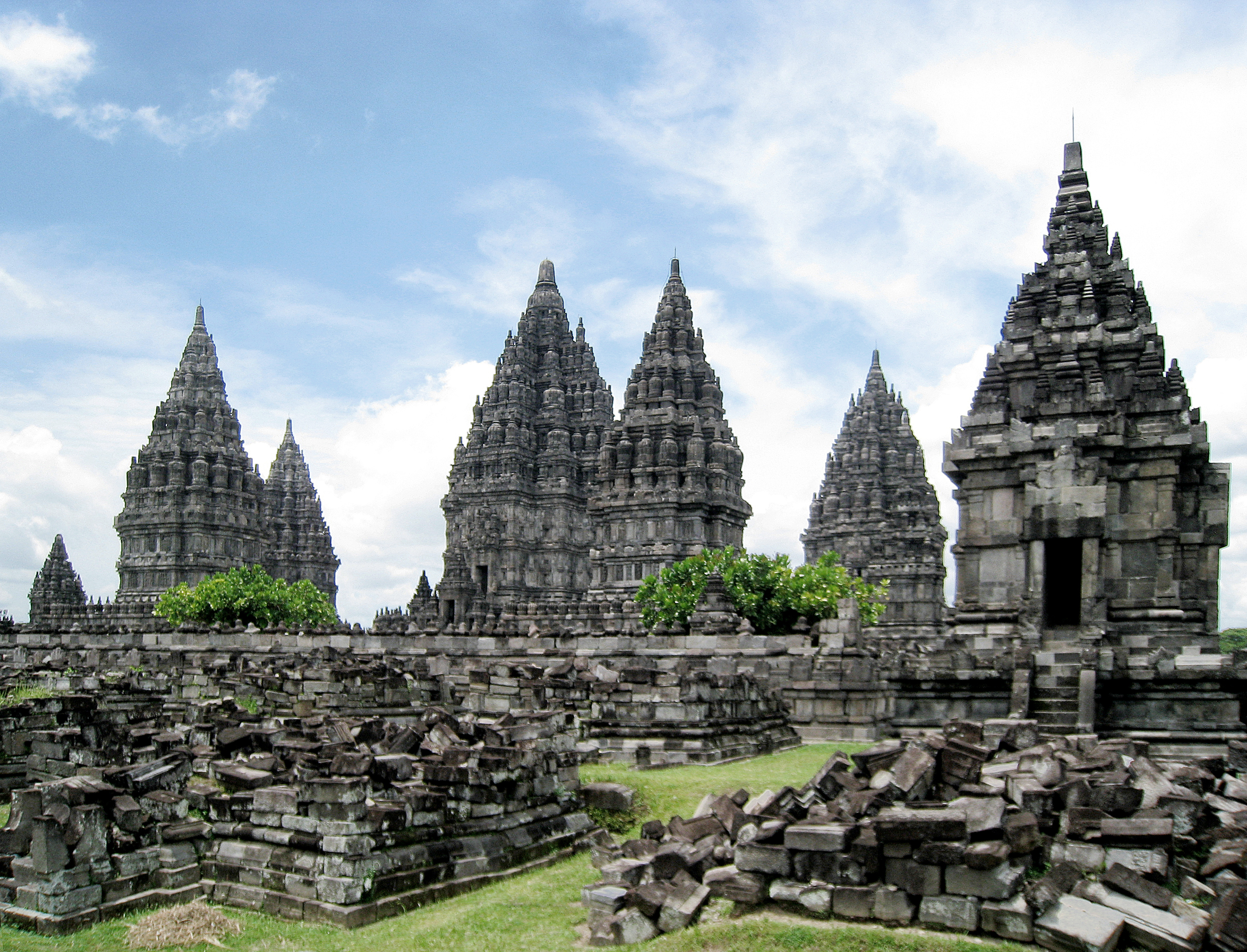
O Conjunto de Prambanan, construído pela dinastia Sanjaia

Restos fossilizados de Homo erectus, popularmente conhecido como Homem de Java, sugerem que a Indonésia tenha sido populada de 2 000 000 a 500 000 anos atrás, . O Homo-sapiens chegou à região, provavelmente, há 45 000 anos. Os austronésios, que constituem a maioria da população moderna do país, emigraram ao sudeste asiático a partir da ilha de Formosa. Por volta do ano 2 000 a.C., chegaram à Indonésia e expandiram seus territórios para as ilhas melanésias do oriente. Nos princípios do século VIII a.C., as condições agrícolas ideais e o aperfeiçoamento das técnicas do cultivo do arroz permitiram o surgimento de pequenas aldeias e reinos. A posição estratégica da Indonésia estimulou o comércio entre as ilhas e o continente. As relações com os reinos da China e da Índia se estabeleceram muitos séculos antes de Cristo, demonstrando a importância do comércio na história do país.
Entre os séculos VII e XIV, vários reinos hindus e budistas formaram-se nas ilhas de Sumatra e Java, ). Dois grandes reinos que surgiram nessa época foram o Serivijaia e Majapait. Do século VII até o século XIV, o reino budista de Serivijaia, em Sumatra, cresceu rapidamente. Em seu auge, Serivijaia controlava desde o oeste de Java até a península malaia. No século XIV, surge também Majapait, reino hindu de Java Oriental, que conseguiu obter poder sobre um território que compreende a maior parte da Indonésia atual, ocupando quase toda a Península Malaia.
Com a chegada de comerciantes árabes de Gujarate (Índia) no século XII, o islã tornou-se a religião dominante na maior parte do arquipélago, a partir do norte de Sumatra. Outras áreas da Indonésia adotaram o islamismo gradualmente, tornando a religião predominante em Java e Sumatra a partir do final do século XVI. O islamismo foi sincretizado a outras influências culturais e religiosas da região, moldando a forma predominante do islamismo na Indonésia, particularmente em Java. Sultanatos islâmicos como o de Mataram e de Bantém se instalaram na região.

### Colonização europeia

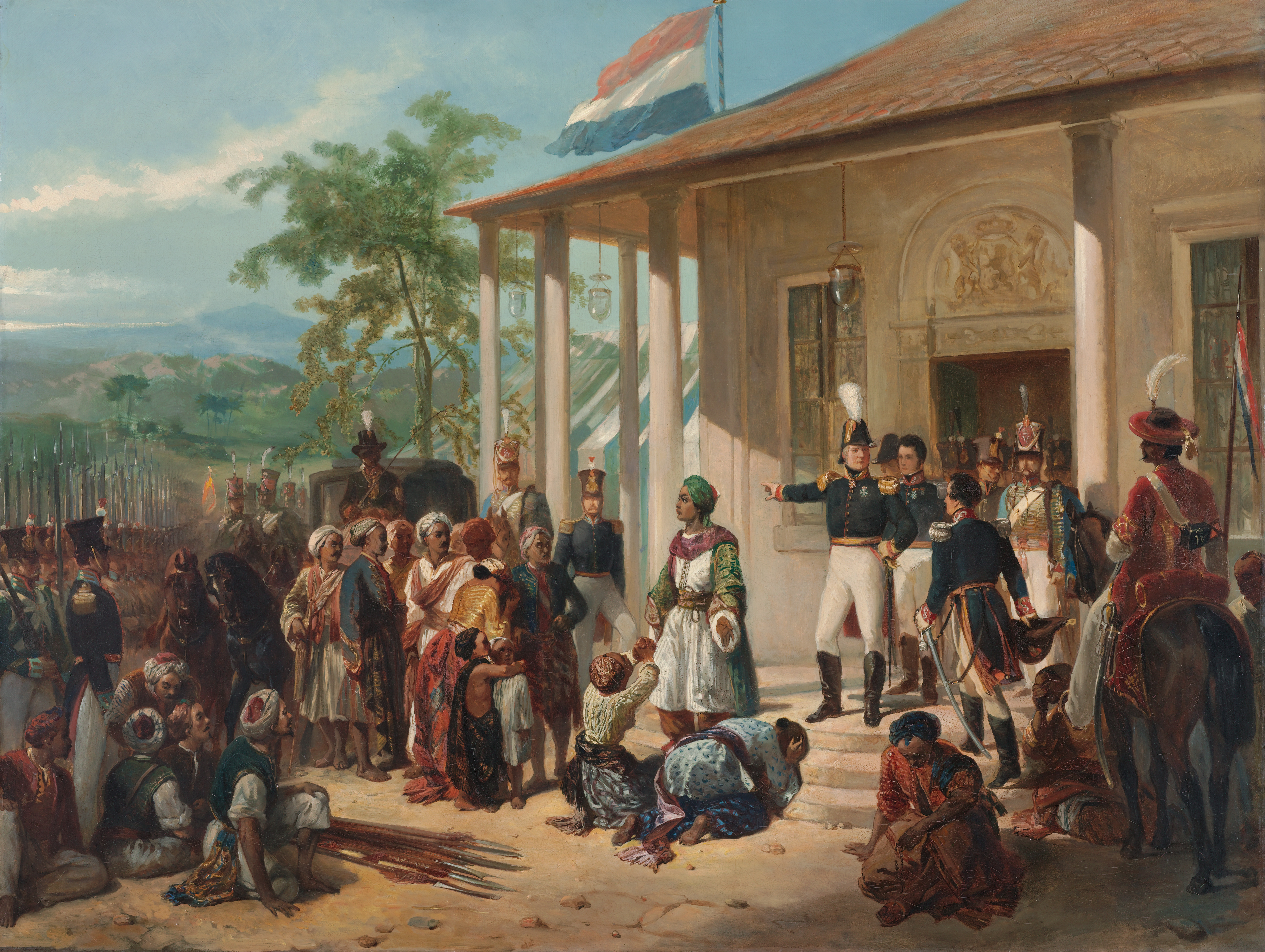
A submissão do Príncipe Diponegoro ao General De Kock no final da Guerra de Java em 1830.

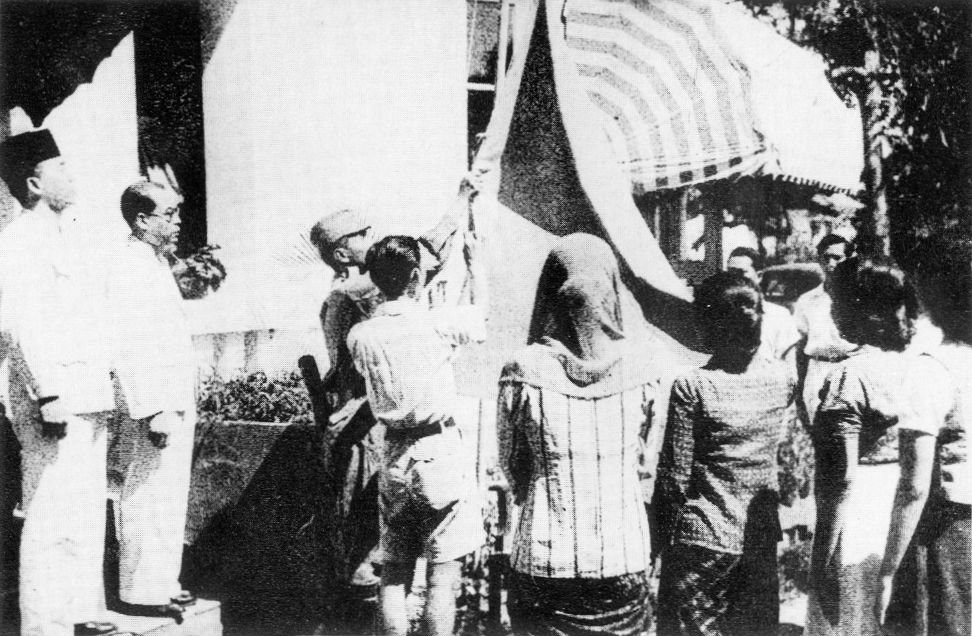
Bandeira indonésia levantada logo após a declaração de independência

Os europeus chegaram à área no começo do século XVI. Em 1511, os navegadores portugueses Francisco Serrão e António de Abreu aportaram às ilhas Molucas e tentaram dominar os reinos que ali existiam na intenção de monopolizar o comércio das especiarias. A história da colonização neerlandesa da Indonésia começou com a expedição de Cornelis de Houtman. No século XVII, os neerlandeses, através da Companhia Holandesa das Índias Orientais, estabeleceram-se na região formando a colónia das "Índias Orientais Neerlandesas" (sem, no entanto, conseguirem ocupar a colónia portuguesa de Timor). Durante a maior parte do período colonial, o controle neerlandês sobre o arquipélago ficou restrito às zonas costeiras, em uma ocupação que durou até o século XX. As tropas neerlandesas constantemente  estavam envolvidas em sufocar rebeliões. A influência de líderes locais, tais como a do príncipe Diponegoro no centro de Java, Bonjol Imam em Sumatra central e Pattimura nas Molucas debilitaram e reduziram as forças militares neerlandesas em uma sangrenta guerra em Achém, que durou trinta anos.

### Independência
Durante a Segunda Guerra Mundial, os Países Baixos, que haviam sido ocupados pela Alemanha Nazista, perderam sua colônia para os japoneses. Com o fim da guerra, Sukarno, que tinha cooperado com os japoneses, declarou a independência da Indonésia, mas os países Aliados apoiaram o exército neerlandês que tentava recuperar a sua colônia. A guerra pela independência, denominada Revolução Nacional da Indonésia, durou mais de quatro anos e envolveu um conflito armado interno esporádico, mas violento, com levantes políticos e duas grandes intervenções diplomáticas internacionais. As forças neerlandesas não conseguiram prevalecer aos indonésios, sendo expulsos após muita resistência. Embora as forças neerlandesas controlassem as vilas e cidades em redutos republicanos em Java e Sumatra, elas não conseguiam controlar as aldeias e zonas rurais. Assim, a república da Indonésia acabou prevalecendo, tanto através da diplomacia internacional, quanto através da determinação da Indonésia em conflitos em Java e em outras ilhas. A revolução terminou em dezembro de 1949, quando, após pressões internacionais, os Países Baixos reconheceram formalmente sua independência do país.

### Pós-independência

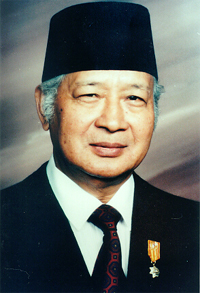
Suharto, o presidente do país entre 1967 e 1998

Entre os anos de 1963 e 1965, o Partido Comunista da Indonésia, que mantinha relações secretas com a China comunista de Mao Tsé Tung, elaborou um plano para fortalecer o governo pró-Pequim de Sukarno. A ideia era decapitar o alto comando anticomunista do exército para manter alinhados mais da metade do Exército, dois terços da Aeronáutica e um terço da Marinha ao partido. Em 30 de setembro de 1965, o plano foi colocado em prática e o chefe do Exército e outros cinco generais foram presos e executados. No entanto, o plano fracassou pois Suharto, um general até então de pouca expressão foi informado, e a partir disso esperou a prisão e execução dos generais para tomar o poder rapidamente.
O golpe de Estado do general Suharto, apoiado pelos Estados Unidos e seus aliados, derrubou o governo do líder populista Sukarno em 1965, sob o pretexto de deter o avanço comunista, realizando um banho de sangue que vitimou mais de 500 mil de indonésios supostamente comunistas. De caráter agressivo, militarista e essencialmente corrupto, a ditadura de Suharto promoveu a repressão e a opressão da população, reforçando, também, a centralização política e o expansionismo, tentando impedir a diversidade existente no país e reforçar as tensões autônomas opositoras à constituição de uma "Grande Indonésia". Com isso, houve conflitos autônomos nas ilhas Molucas, em Sumatra, na Nova Guiné, nas Celebes, no Bornéu e em fronteiras com a Malásia e Papua-Nova Guiné.
Suharto foi reeleito cinco vezes, governando o país com a ajuda dos militares, mas a crise económica asiática de 1997 fez o país voltar à rebelião e o presidente foi obrigado a renunciar e entregar o poder ao seu vice-presidente, B. J. Habibie, que acabou perdendo as eleições de 1999 para Megawati Sukarnoputri, filha de Sukarno, que não chegou a ser empossada, sendo substituída pelo seu partido político por Abdurrahman Wahid.
Em 7 de dezembro de 1975, a Indonésia invadiu e anexou a antiga colónia portuguesa do Timor-Leste, com apoio político e militar dos Estados Unidos, submetendo a população local a uma terrível repressão. O número de mortos, entre soldados e civis, é estimado entre 100 a 180 mil. Por fim, com uma intervenção da ONU, um referendo foi realizado, onde os timorenses votaram pela independência, ocorrida em maio de 2002. A crise do Timor-Leste de 1999 virou as cartas e Megawati voltou à presidência em 2001. Apenas em 2004 foram realizadas as primeiras eleições diretas, onde o presidente Susilo Bambang Yudhoyono foi eleito.

## Geografia

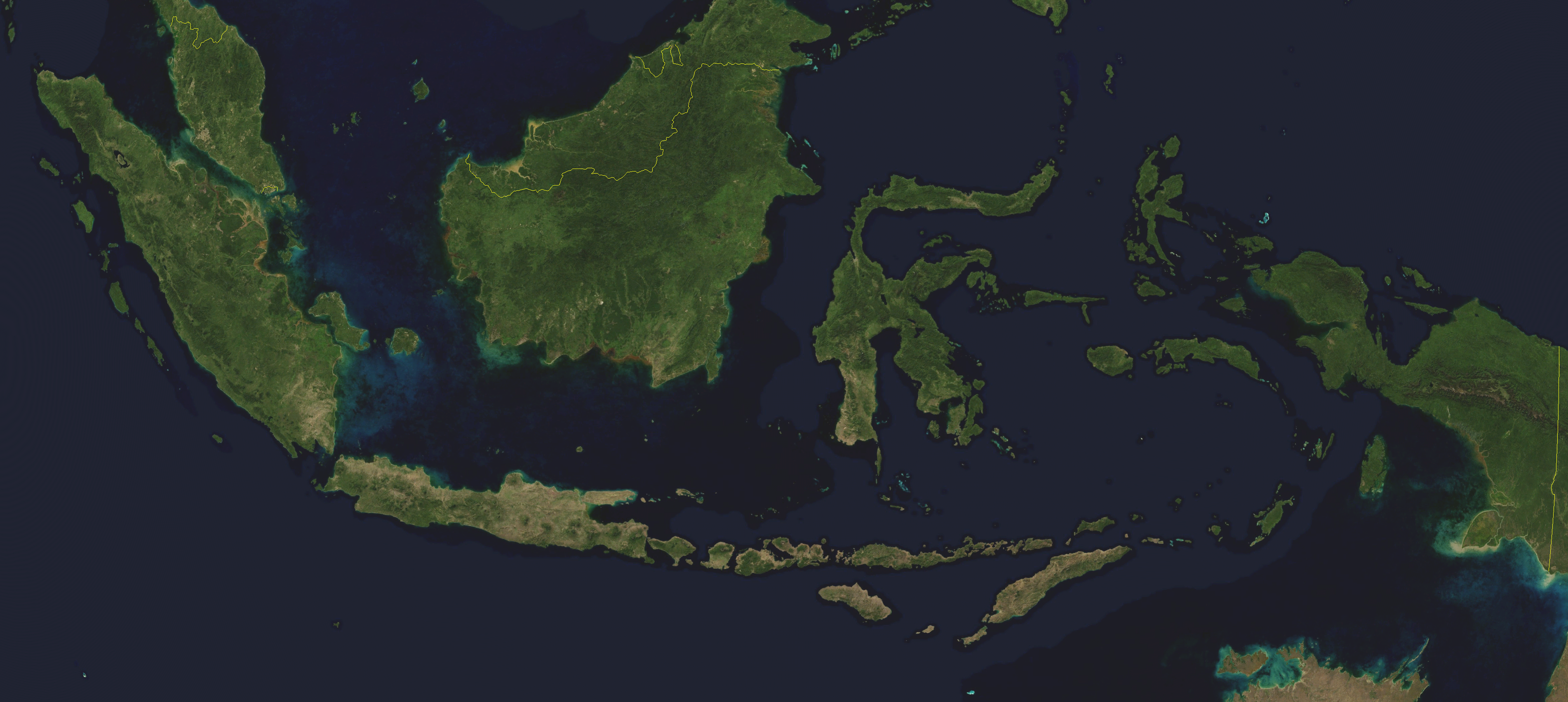
Imagem de satélite do território indonésio em agosto de 2004

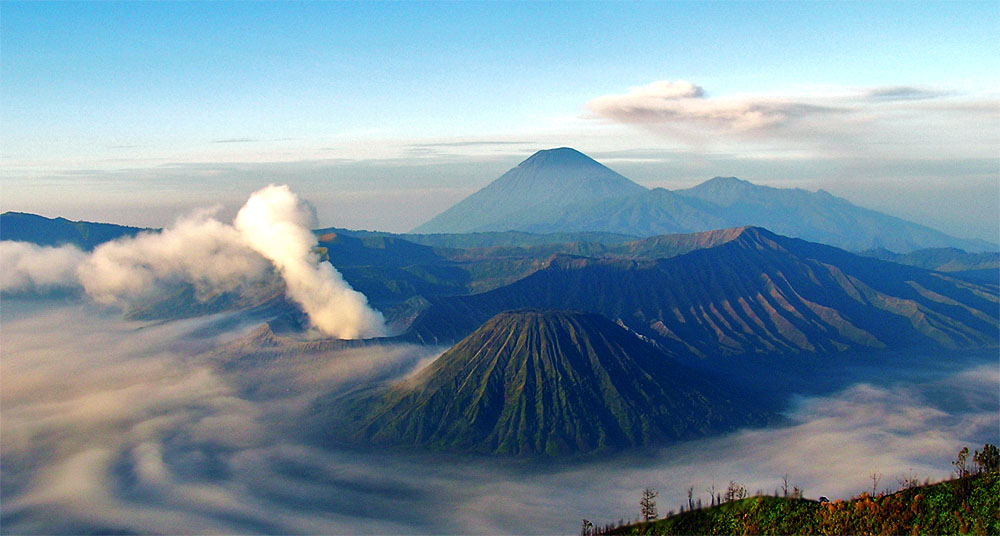
Montes Bromo (em primeiro plano) e Semeru (ao fundo) na ilha de Java

A Indonésia possui 17 508 ilhas das quais cerca de 6 000 são habitadas. As principais são Java, Samatra, Bornéu (compartilhada com a Malásia e Brunei), Nova Guiné (compartilhada com a Papua-Nova Guiné) e as Celebes. A Indonésia tem fronteiras terrestres apenas com a Malásia (na ilha de Bornéu), Papua-Nova Guiné (na Nova Guiné) e Timor-Leste, na ilha de Timor. Além disso, apenas alguns estreitos separam a Indonésia de Singapura, Filipinas e Austrália. A capital, Jacarta, está localizada na ilha de Java e é a maior cidade do país, seguida de Bandungue, Surabaia, Medã e Samarão.
Com 1 904 569 km², a Indonésia é o décimo sexto país mais extenso do mundo, em termos de superfície. Sua densidade populacional é de 134 hab./km², a 88.ª mais alta do mundo, enquanto Java, a ilha mais povoada do mundo tem uma densidade populacional de 940 hab./km². Com 4 884 m de altitude, a Pirâmide Carstensz, em Papua, é o ponto mais elevado da Indonésia, enquanto o lago Toba em Samatra é o lago mais extenso do país, com uma área de 1 145 km². Os maiores rios do país estão em Calimantã, dos quais se utilizam como via de comunicação e transporte entre os habitantes da ilha.
Situando-se entre as placas tectônicas do Pacífico, euroasiática e indo-australiana, a Indonésia é um país com frequentes sismos e com muitos vulcões, pelo menos 150 deles ativos, incluindo o Krakatoa e o Tambora, famosos por suas erupções devastadoras no século XIX. Entre os desastres causados pela atividade sísmica recente, se encontram o Sismo e tsunami do Oceano Índico de 2004, que matou cerca de 170 000 pessoas no norte de Samatra, o Sismo de Java de maio de 2006 e os sismos das Celebes de 2018. No entanto, a cinza vulcânica é um dos principais fatores que contribuem para a alta fertilidade do solo que tem mantido a densidade populacional de Java e Bali.
Por se encontrar nas proximidades da linha do equador, a Indonésia tem clima tropical, com diferentes temporadas de monções, de chuvas e de seca. A precipitação média anual varia de 1 780 mm nas planícies até 6 100 mm nas regiões montanhosas. Geralmente, a umidade é alta, com média de cerca de 80%. As temperaturas variam pouco ao longo do ano, em Jacarta, as médias são de 26 a 30 °C.

### Biodiversidade

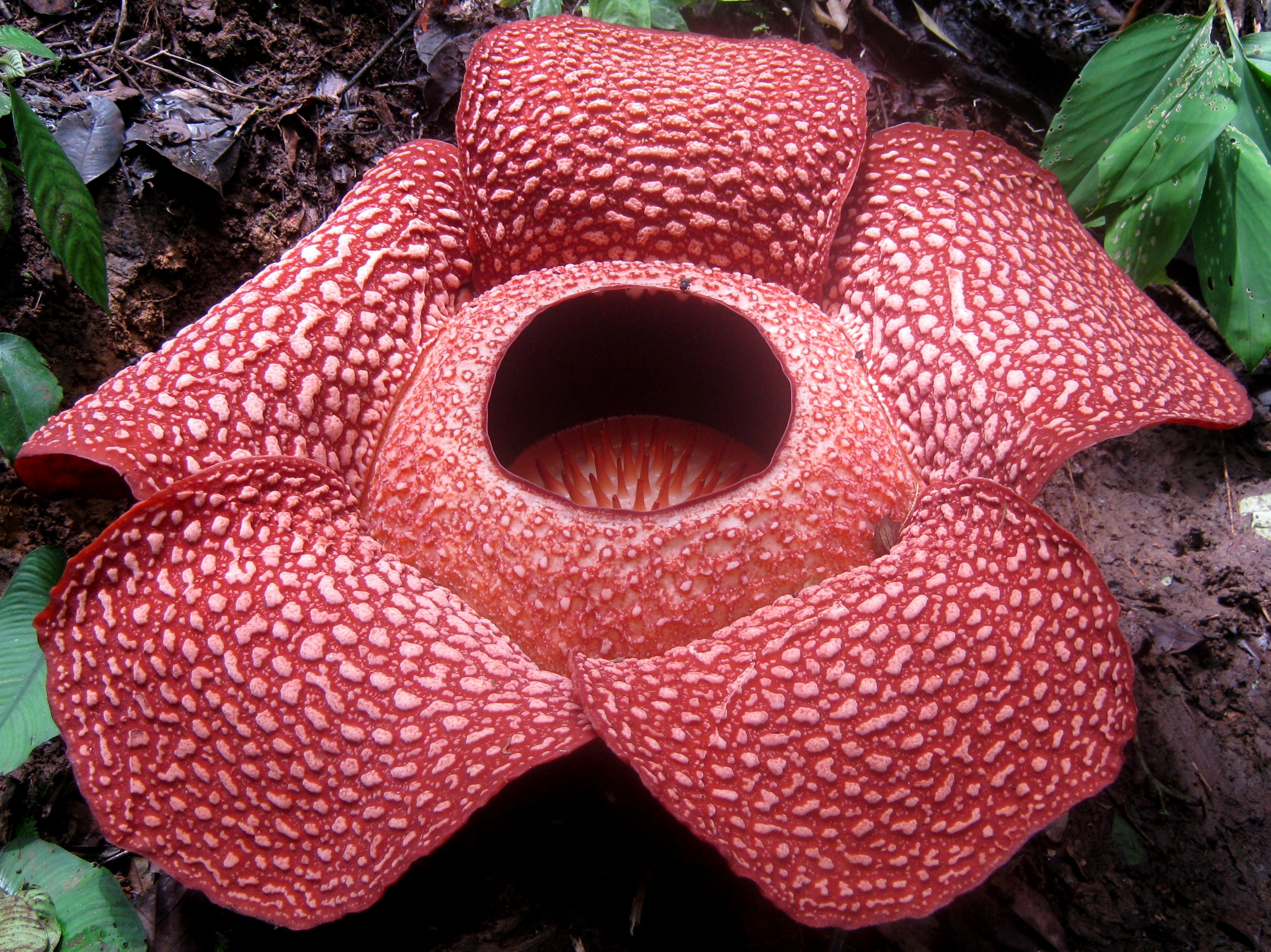
Flor da espécie Rafflesia arnoldii, a maior do mundo, que pode atingir 106 cm de diâmetro e pesar até 11 kg.

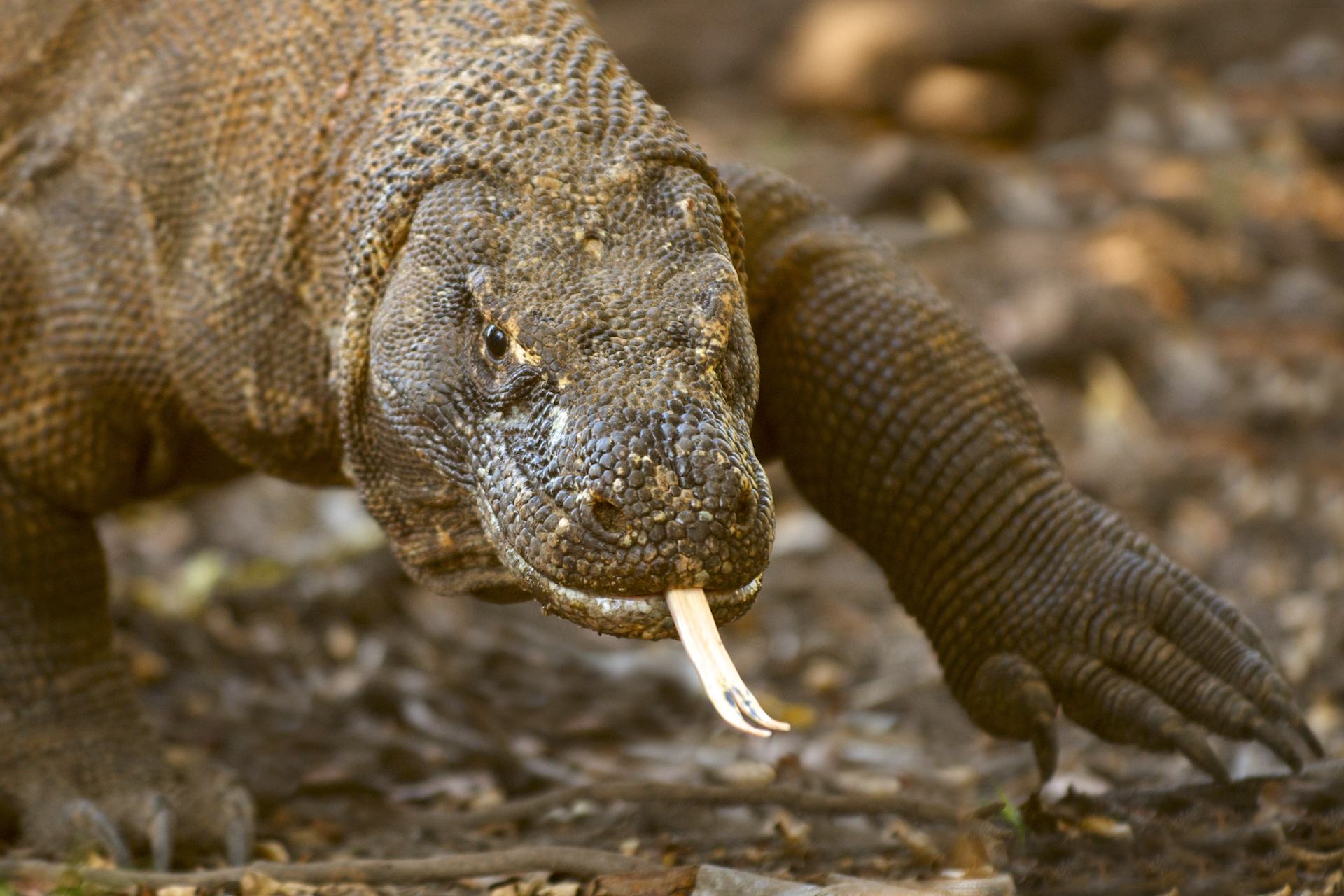
Dragão-de-komodo (Varanus komodoensis), uma espécie de lagarto que vive nas ilhas de Komodo, Rinca, Gili Motang e Flores

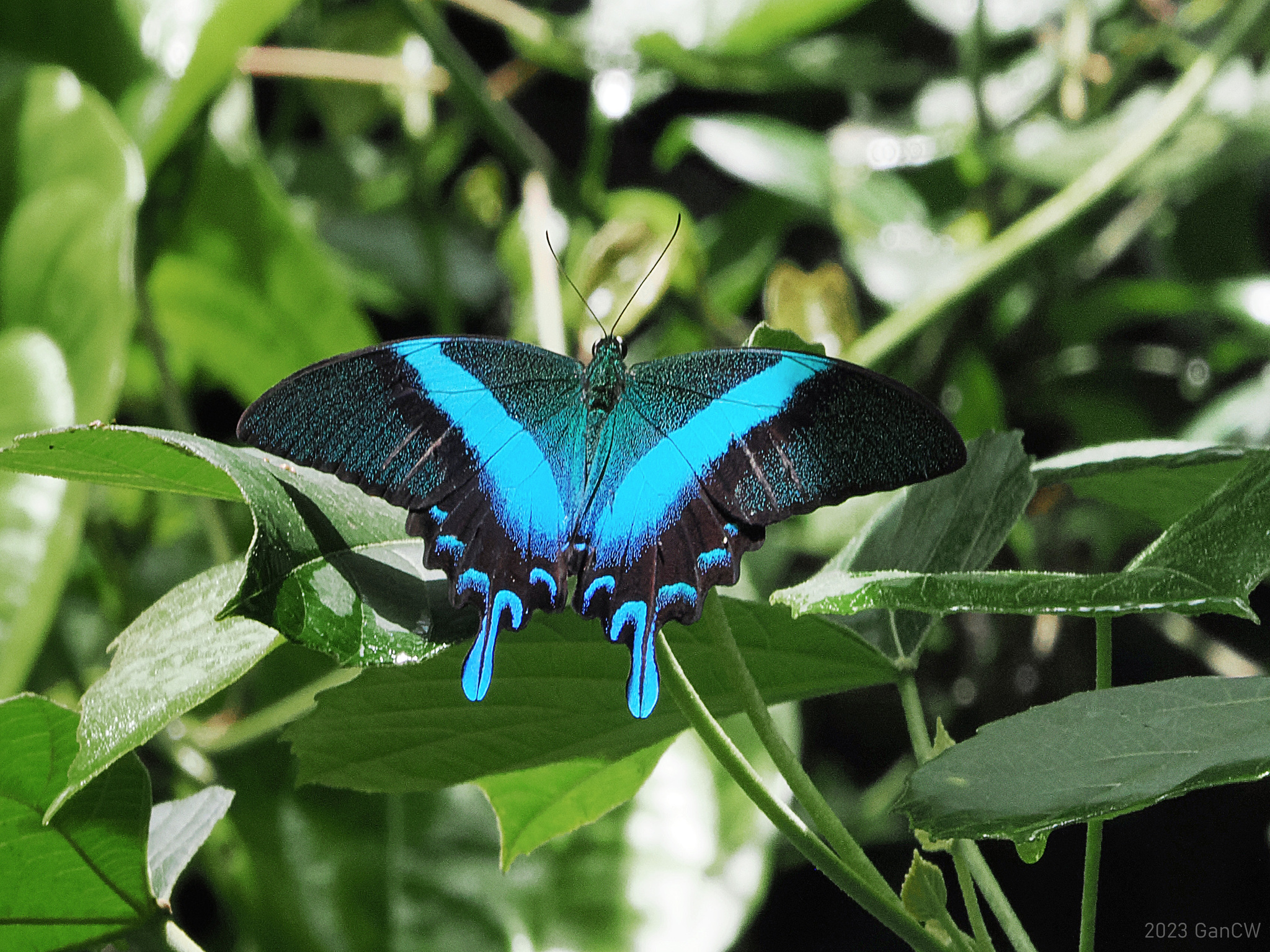
Borboleta endêmica das Celebesː Papilio blumei

O tamanho, o clima tropical e a geografia do arquipélago da Indonésia são a base para o segundo maior nível de biodiversidade do mundo (depois do Brasil) e sua fauna e flora são uma mistura de espécies provenientes da Ásia e da Australásia. As ilhas da Plataforma Sunda (Sumatra, Java, Bornéu e Bali) foram uma vez ligadas ao continente asiático e têm parte da riqueza da fauna asiática. Grandes espécies de tigres, rinocerontes, orangotangos, elefantes e leopardos eram abundantes no país, mas a população e a distribuição desses animais diminuíram drasticamente. As florestas cobrem cerca de 60% do território do país.
Em Sumatra e Calimantã, estas florestas são predominantemente de espécies asiáticas. No entanto, as florestas da ilha de Java, que é menor e mais densamente povoada, foram em sua maioria removidas para a habitação humana e agricultura. As ilhas das Celebes, Sonda e Molucas, por serem separadas de massas continentais, desenvolveram suas próprias flora e fauna. A Papua fazia parte do continente australiano e é o lar de uma fauna e flora únicas estreitamente relacionadas com a Austrália, incluindo mais de 600 espécies de aves.
A Indonésia é o segundo país (apenas atrás da Austrália) em número de espécies endêmicas, sendo que 36% das 1531 espécies de aves e 39% das 515 espécies de mamíferos do país são endêmicas. O litoral indonésio, com mais de 80 mil quilômetros, é cercados por mares tropicais que contribuem para o alto nível de biodiversidade do país, além de conter uma variedade de ecossistemas costeiros, como praias, dunas, estuários, manguezais, recifes de coral, bancos de algas marinhas, lodaçais costeiros, planícies de maré, leitos de algas e ecossistemas de pequenas ilhas. A Indonésia é um dos países do chamado "triângulo de corais" com um dos maiores níveis de diversidade mundial de peixes de recife de corais, com mais de 1 650 espécies registradas apenas no leste do país.
O naturalista britânico Alfred Wallace, descreveu uma linha divisória entre as ecozonas de espécies da Ásia e da Australásia. Conhecida como Linha de Wallace, ela percorre um trajeto de norte-sul ao longo da borda da plataforma Sunda, entre Calimantã e as Celebes, e ao longo do profundo estreito de Lombok, entre Lombok e Bali. A oeste da linha, a flora e a fauna são mais asiáticas; ao leste elas são cada vez mais australianas. Em seu livro de 1869, O Arquipélago Malaio (em inglês:  The Malay Archipelago), Wallace descreveu inúmeras espécies únicas da região. A região de ilhas entre a linha e a Nova Guiné é agora denominada Wallacea.

### Meio ambiente

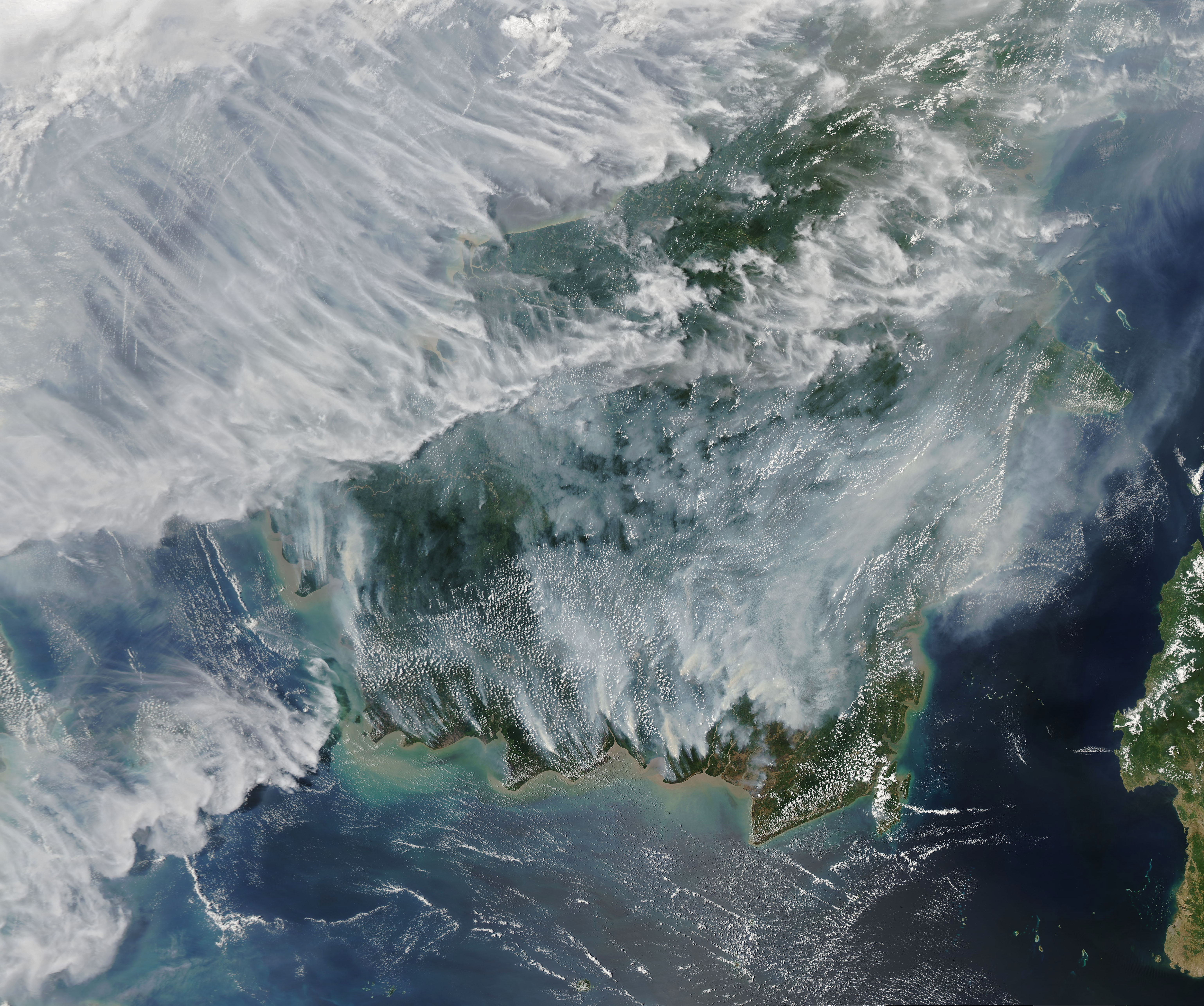
Imagem de satélite da fumaça proveniente de queimadas ilegais em Bornéu

A grande população da Indonésia e seu nível de industrialização apresentam sérios problemas ambientais imediatos, mas que são muitas vezes negligenciados pelos altos níveis de pobreza do país, com poucos recursos de governança. Entre os principais problemas estão o desmatamento em grande escala (muitos deles ilegais) e incêndios que levam fumaça pesada sobre partes do oeste da Indonésia, Malásia e Singapura, além da exploração excessiva dos recursos marinhos; entre os problemas ambientais associados com a rápida urbanização e o desenvolvimento econômico, estão a poluição do ar, congestionamentos de trânsito, gestão dos resíduos sólidos e de recursos de água potável. O desmatamento e a destruição de turfeiras fazem da Indonésia o terceiro maior emissor mundial de gases do efeito estufa.
A destruição de habitats ameaça a sobrevivência de espécies nativas e endêmicas, como 140 espécies de mamíferos identificadas pela União Internacional para a Conservação da Natureza e dos Recursos Naturais (IUCN) como ameaçadas e 15 identificadas como em perigo crítico, entre as quais estão o estorninho-de-bali, o orangotango-de-sumatra e o rinoceronte-de-java. Grande parte do desmatamento na Indonésia é causado pela eliminação de florestas para a indústria de óleo de palma, que consumiu 18 milhões de hectares de floresta para expansão da produção do óleo de palma. A expansão desta indústria requer a redistribuição de terras, além de alterações nos ecossistemas locais e naturais, apesar de poder gerar riqueza para as comunidades locais quando bem-feita. Se for feita da maneira errada, a produção do óleo de palma pode degradar os ecossistemas e causar conflitos sociais.

## Demografia

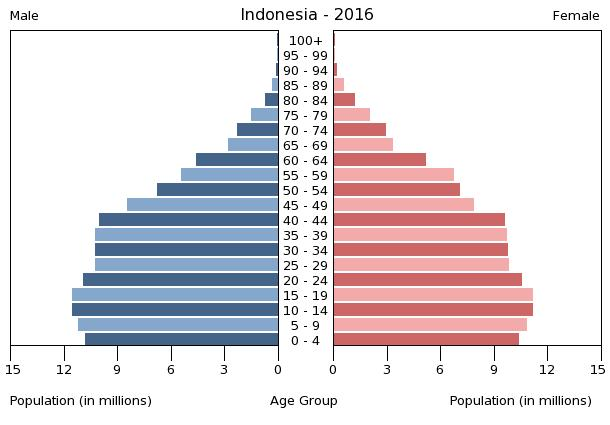
Pirâmide populacional de 2016.

De acordo com o censo nacional de 2010, a população da Indonésia é de 237,6 milhões de habitantes, com um crescimento demográfico de 1,9% ao ano. Aproximadamente 60% da população vive em Java, a ilha mais populosa do mundo. Em 1961, o primeiro censo pós-colonial registrou uma população total de 97 milhões de pessoas. Apesar de um programa de planejamento familiar bastante eficaz, que está em vigor desde os anos 1960, a população indonésia deverá crescer para cerca de 265 milhões em 2020 e 306 milhões em 2050.
A língua oficial nacional é o indonésio, uma variante da língua malaia. Ela é baseada em um dialeto de prestígio do malaio falado no Sultanato de Johore e que durante séculos foi a língua franca do arquipélago indonésio, um padrão de normas que definiu as línguas oficiais de Singapura, Malásia e Brunei. O indonésio é universalmente ensinado nas escolas, consequentemente, é falado por quase todos os habitantes. É o idioma dos negócios, da política, da mídia nacional, da educação e da academia. Ele foi promovido pelos nacionalistas indonésios em 1920 e declarado como a língua oficial sob o nome de indonésio na proclamação da independência em 1945. A maioria dos indonésios falam pelo menos uma das várias centenas de línguas e dialetos locais, muitas vezes como sua primeira língua. Destes, o javanês é a mais falada, já que é o idioma do maior grupo étnico do país. Por outro lado, Papua tem mais de 270 línguas austronésias e nativas, em uma região de cerca de 2,7 milhões de pessoas.

### Composição étnica

Mapa dos grupos étnicos da Indonésia

Há cerca de 300 diferentes grupos étnicos nativos e 742 línguas e dialetos diferentes no país. A maioria dos indonésios são descendentes de povos de língua austronésia, cuja origem pode ser atribuída ao antigo idioma proto-austronésio, que possivelmente se originou na ilha de Taiwan. Outro grande grupo são os melanésios, que habitam leste da Indonésia.) O maior grupo étnico são javaneses, que compreendem 42% da população e são politicamente e culturalmente dominantes. Os sundaneses, malaios e madureses são os maiores grupos não javaneses. Um sentimento de nacionalidade indonésia coexiste com fortes identidades regionais. A sociedade é, em grande parte harmoniosa, embora existam tensões sociais, religiosas e étnicas que têm provocado uma violência horrível. Os indonésios de origem chinesa são uma minoria étnica influente que compõe entre 3% e 4% da população. Grande parte do comércio e da riqueza indonésia de propriedade privada está nas mãos dos indonésios chineses. Empresas chinesas presentes na Indonésia são parte da chamada "rede de bambu", uma rede de empresas chinesas no exterior que operam nos mercados do Sudeste Asiático e que compartilham uma família e laços culturais comuns. Isto tem contribuído com um considerável ressentimento na população em geral e até mesmo alguns casos de violência antichineses.

### Religião

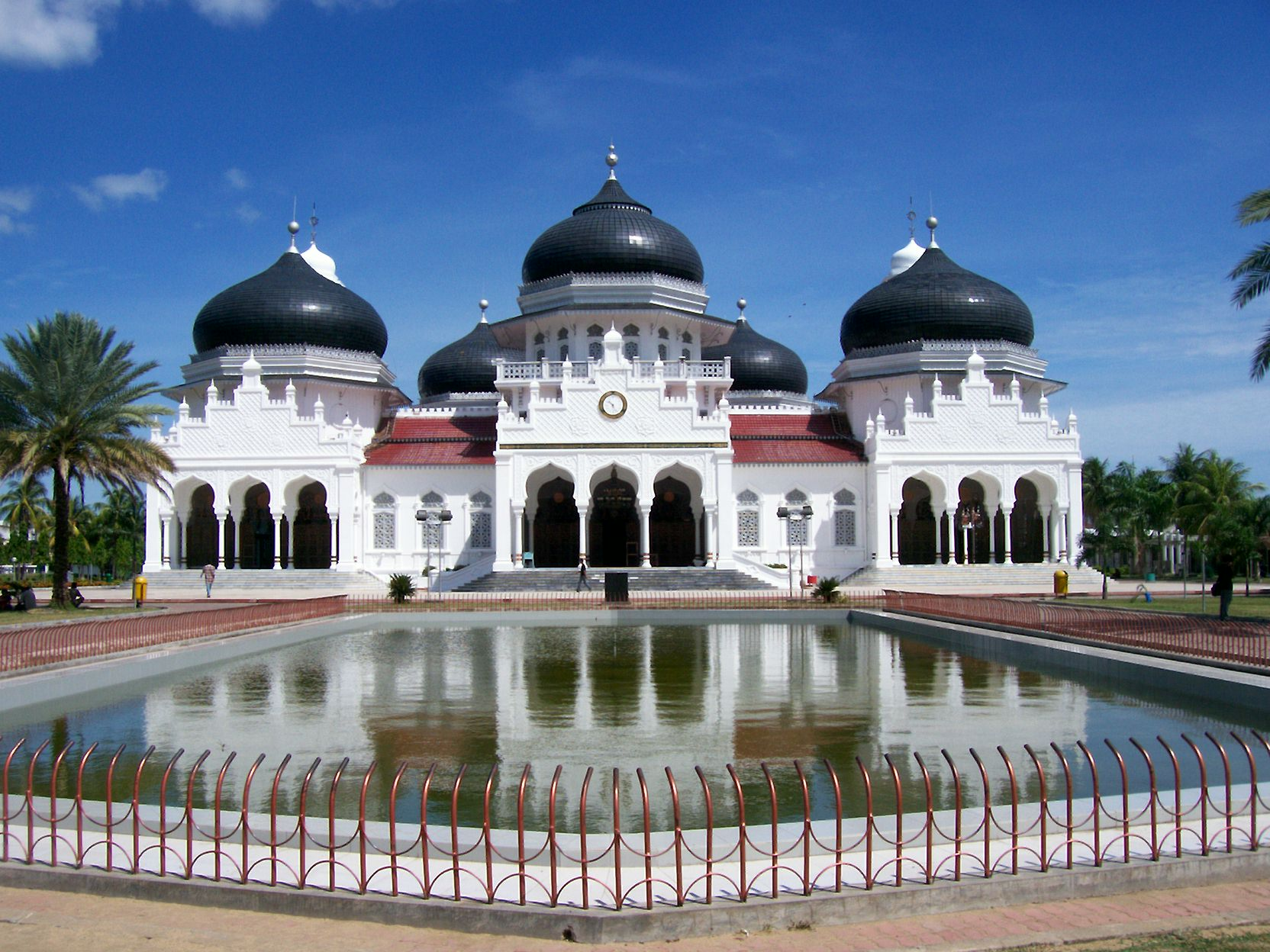
Grande Mesquita de Banda Achém na província de Achém. A Indonésia é o mais populoso país de maioria muçulmana do mundo

Embora a liberdade religiosa seja garantida pela constituição indonésia, o governo reconhece oficialmente apenas seis religiões: islamismo, protestantismo, catolicismo, hinduísmo, budismo e confucionismo. A Indonésia é o mais populoso país de maioria muçulmana do mundo (87,2% da população em 2010), sendo a maioria de muçulmanos sem denominação. Em 21 de maio de 2011, o Conselho de Sunitas e Xiitas da Indonésia (muhsin) foi estabelecido. O conselho pretende realizar reuniões, diálogos e atividades sociais. Era uma resposta para atos de violência cometidos em nome da religião. Cerca de 9% da população é cristã, 3% hindus e 2% budista ou outro. A maioria dos hindus indonésios estão em Bali e a maioria dos budistas do país são de etnia chinesa.
Apesar de agora serem religiões minoritárias, o hinduísmo e o budismo permanecem definindo influências na cultura indonésia. O islamismo foi adotado pela primeira vez por indonésios no norte da ilha de Sumatra durante o século XIII, pela influência de comerciantes árabes, e tornou-se a religião dominante no país por volta do século XVI.
O catolicismo romano foi trazido para a Indonésia por colonos e missionários portugueses e as denominações protestantes são em grande parte resultado dos esforços de missionários holandeses calvinistas e luteranos durante o período colonial do país. Uma grande parte dos indonésios praticam uma forma sincrética menos ortodoxa de sua religião, que se baseia em costumes e crenças locais.

## Governo e política

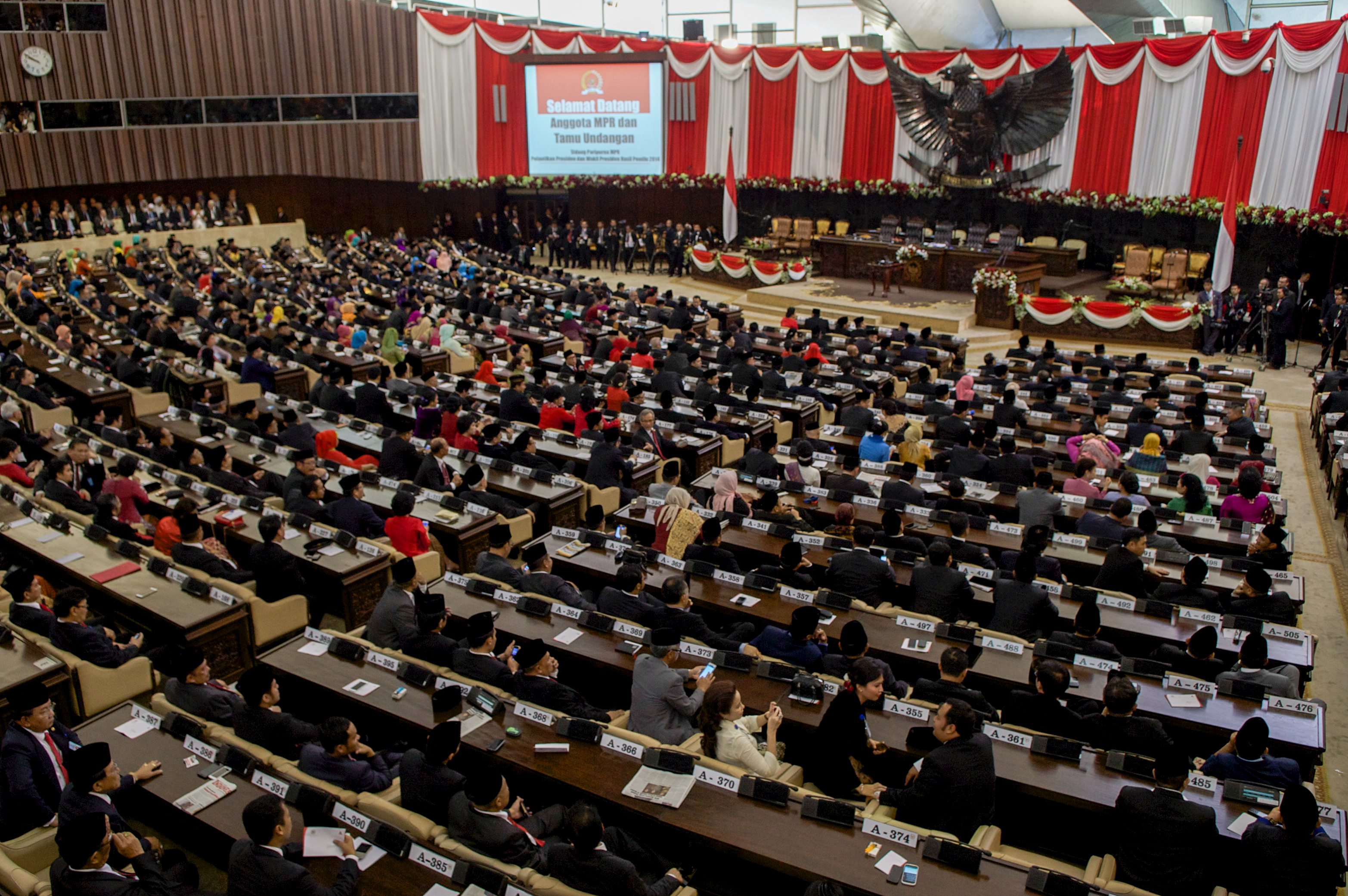
Assembleia Consultiva Popular, sede do poder legislativo indonésio, durante sessão ordinária

A Indonésia é uma república presidencialista. Como se trata de um estado unitário, o poder se concentra no governo central. O Presidente, que é chefe de estado e do governo, é eleito diretamente para mandatos de 5 anos, junto com o vice-presidente. Após a renúncia de Suharto em 1998, as estruturas políticas e governamentais sofreram importantes reformas. Realizaram-se quatro emendas à constituição de 1945, que renovaram os poderes executivo, legislativo e judiciário. O presidente é o Chefe de Estado e o comandante das forças armadas e o diretor da administração interna, da criação de políticas e das relações exteriores. Além disso, é o presidente que nomeia o conselho de ministros, que não são obrigados a ser membros eleitos do poder legislativo. As eleições presidenciais de 2004 foram as primeiras em que o povo elegeu diretamente o presidente e o vice-presidente, por sufrágio universal. O presidente é eleito por cinco anos e só pode se reeleger por uma única vez.
O principal corpo legislativo do país é o Majelis Permusyawaratan Rakyat (MPR) ou Assembleia Consultiva Popular, que consiste do Dewan Perwakilan Rakyat (DPR) ou Conselho Representativo do Povo, eleito para mandatos de 5 anos, e do Dewan Perwakilan Daerah (DPD) ou Conselho dos Representantes Regionais. Depois das eleições de 2004, o MPR tornar-se-ia um parlamento bicameral com a criação do DPD como nova segunda câmara. As principais funções do MPR são revisar e aprovar emendas para a constituição, fazer o juramento do presidente e também processar o mesmo presidente, de acordo com a legislação. O DPD é uma câmara relativamente nova onde se atendem os assuntos de cunho regional. O DPD compreende quatro membros eleitos por cada província, os quais não pertencem a nenhum partido político.

### Relações internacionais

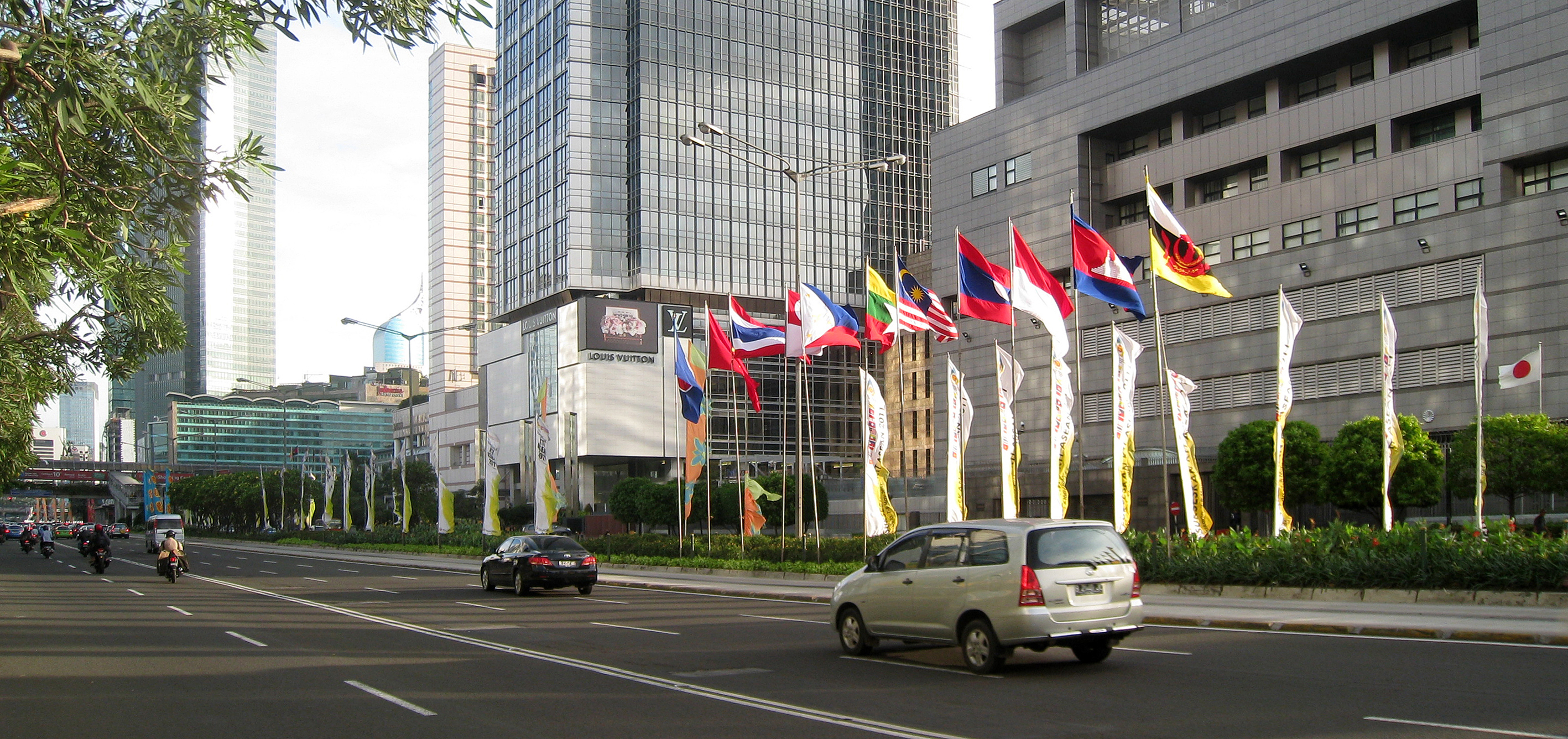
Sede da ASEAN em Jacarta.

Em contraste com a política anti-imperialista de Sukarno com as potências ocidentais e as tensões com a Malásia, as relações exteriores da Indonésia desde a "Nova Ordem" de Suharto têm sido baseadas em cooperação econômica e política com o ocidente. O país mantém relações estreitas com seus vizinhos na Ásia e é um dos membros fundadores da Associação de Nações do Sudeste Asiático (ASEAN) e da Cúpula do Leste Asiático. A nação restaurou as relações diplomáticas com a República Popular da China em 1990, após um congelamento em vigor desde os expurgos anticomunistas do início da era Suharto.
A Indonésia é membro da Organização das Nações Unidas (ONU) desde 1950 e foi um dos fundadores do Movimento Não Alinhado e da Organização da Conferência Islâmica (OIC). O país é signatário do acordo de livre comércio da ASEAN, do Grupo de Cairns e da Organização Mundial do Comércio (OMC) e tem sido, historicamente, membro da Organização dos Países Exportadores de Petróleo (OPEP), embora se tenha retirado da organização em 2008, uma vez que o país já não era mais um exportador líquido de petróleo. A Indonésia recebe ajuda humanitária e para o desenvolvimento desde 1966, em particular dos Estados Unidos, Europa Ocidental, Austrália e Japão.

### Forças armadas

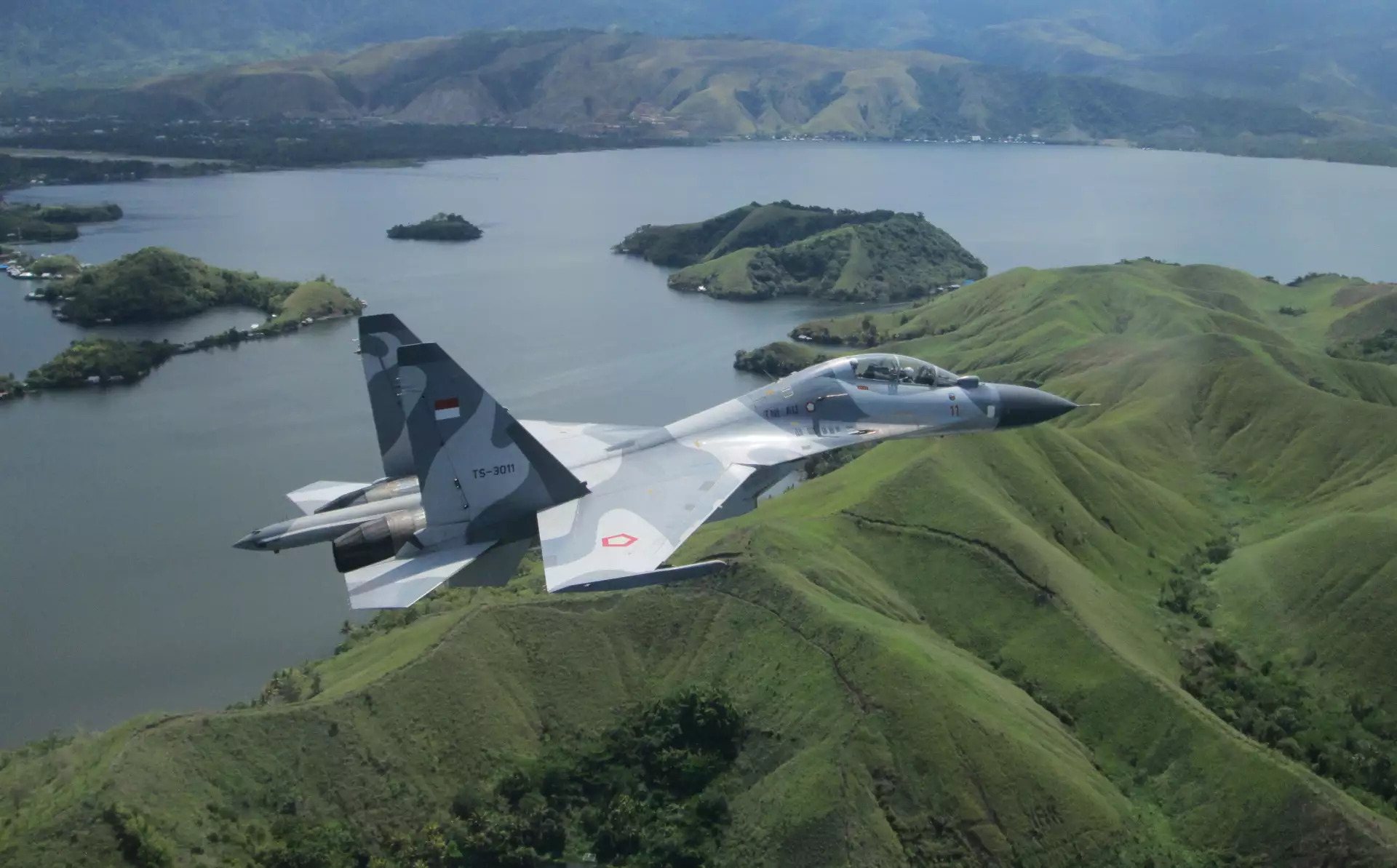
Sukhoi Su-30 da força aérea do país

As forças armadas da Indonésia incluem o exército, a marinha (que inclui os fuzileiros navais) e a força aérea. O exército tem cerca de 400 mil soldados na ativa. Os gastos com defesa no orçamento nacional representaram 4% do PIB do país em 2006 e são controversamente complementados por receitas de interesses e fundações comerciais e militares. Uma das reformas após a renúncia de Suharto em 1998 foi a remoção da representação formal das forças armadas no parlamento; no entanto, a influência política dos militares continua forte.
Movimentos separatistas nas províncias de Achém e Papua levaram a um conflito armado e denúncias de abusos, brutalidade e desrespeito aos direitos humanos surgiram de todos os lados. Depois de uma guerra de guerrilha de trinta anos entre o Movimento Achém Livre (GAM) e os militares indonésios, foi alcançado um acordo de cessar-fogo em 2005. Em Papua, houve uma significativa, embora imperfeita, implementação de leis de autonomia regional e um declínio visível nos níveis de violência e abusos dos direitos humanos durante a presidência da Susilo Bambang Yudhoyono.
O governo indonésio tem trabalhado com outros países para apreender e processar os perpetradores de grandes atentados ligados ao islamismo militante e à al-Qaeda. O atentado mais mortífero matou 202 pessoas (incluindo 164 turistas internacionais) em um resort na cidade de Kuta em Bali, em 2002. Os ataques e os subsequentes avisos emitidos por outros países trouxeram significativos danos para a indústria de turismo local e as perspectivas de investimento estrangeiro.

### Direitos humanos
Relatórios da Amnistia Internacional, da Human Rights Watch e do Departamento de Estado dos Estados Unidos destacaram as questões de direitos humanos mais comuns na Indonésia, nomeadamente a situação na Papua Ocidental, o tratamento das minorias religiosas, de género e sexuais, os direitos sexuais e reprodutivos, os direitos das mulheres, crianças, LGBT e deficientes, e a liberdade de expressão e associação.
Na Indonésia, prevalece a mutilação genital feminina dos tipos I e IV. Em 2006, a jornalista Abigail Haworth presenciou a operação sendo executada em 248 meninas num edifício escolar em Bandung. 97,5% das mulheres pesquisadas de famílias muçulmanas são mutiladas até a idade de 18 anos. O governo indonésio proibiu a prática em 2006, mas cedeu sob pressão das organizações islâmicas em 2010 e emitiu um regulamento que permitia a MGF se fosse realizada por profissionais médicos, parteiras e enfermeiras. Revogou esse regulamento em 2014, mas não especificou penalidades para aqueles que realizassem a MGF. Continua a ser praticada, havendo indícios de que se aproxima dos 100% na região de Aceh.

## Subdivisões
Do ponto de vista administrativo, a Indonésia está dividida em 33 províncias (entre as quais, 3 são territórios de regime especial, Achém e Joguejacarta, e o território da cidade capital, Jacarta). As principais províncias, subdivididas em distritos, são: Samatra, Papua, Riau, Riau Quepulauã, Celebes (a sudoeste), Calimantã (ao sul), Celebes (ao sul), Iriã Jaia (a oeste), Java (a oeste), Calimantã (a oeste), pequenas Ilhas da Sonda (a oeste), Celebes (a oeste) e Samatra (a oeste).
As províncias de Achém, Jacarta, Joguejacarta, Papua e Papua Ocidental (Iriã Jaia) têm mais privilégios legislativos e um maior grau de autonomia do governo central. O governo de Achém, por exemplo, tem o direito de estabelecer um sistema judicial independente (em 2003, instituiu a exigência obrigatória da Xaria, a lei islâmica). Se concedeu a província de Joguejacarta a condição de região semiautônoma em reconhecimento de seu papel fundamental na luta dos republicanos durante a guerra de independência indonésia. À Papua, anteriormente Iriã Jaia, se concedeu o estatuto de região semiautônoma em 2001, enquanto Jacarta se tornou uma região "especial" por ser a capital do país.

## Economia

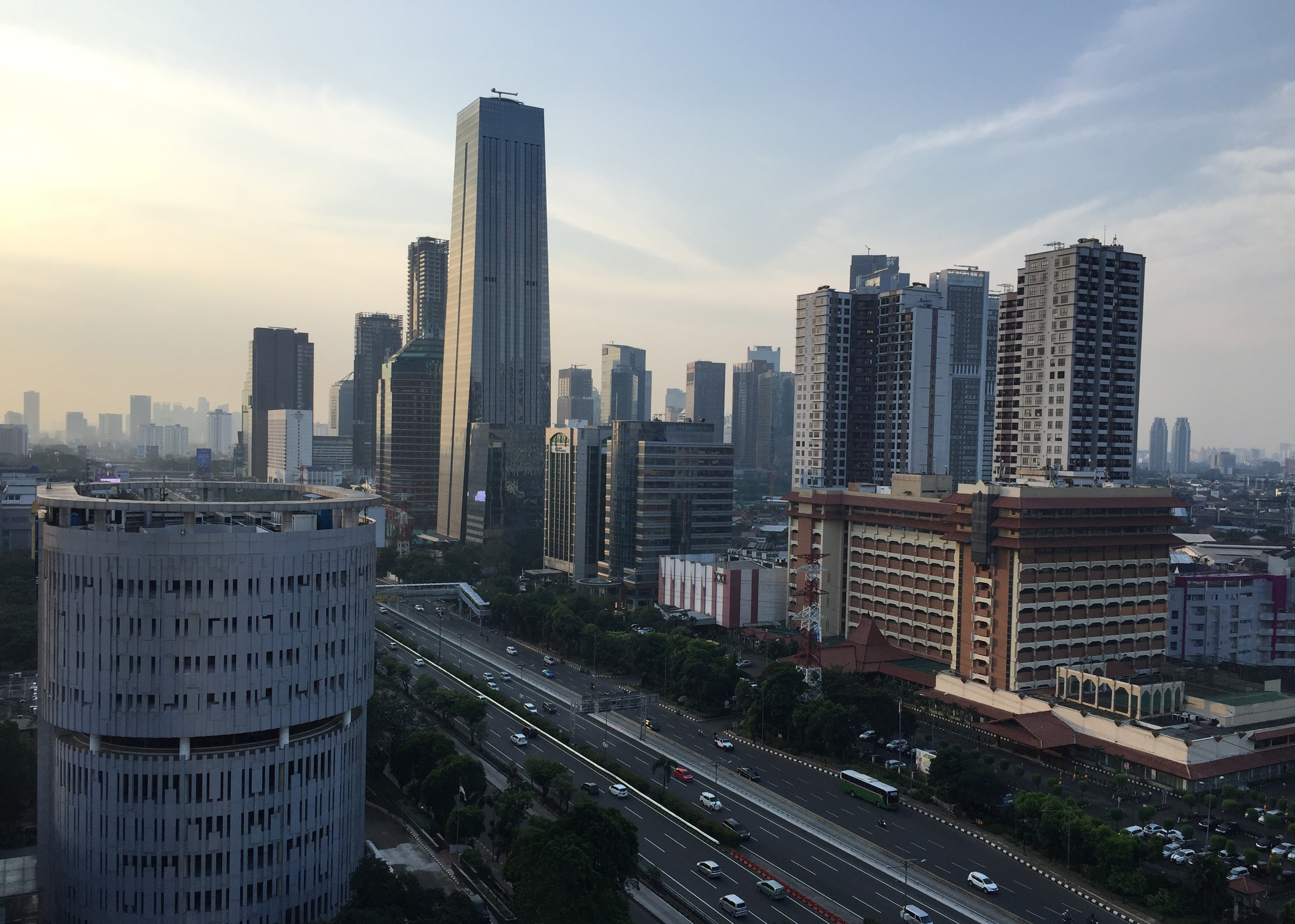
Jacarta, capital e maior centro comercial do país

A Indonésia tem uma economia mista onde tanto o setor privado quanto o governo desempenham papéis importantes. O país é a maior economia do Sudeste Asiático e é membro do G20, grupo das principais economias do planeta. O produto interno bruto (PIB) estimado da Indonésia (nominal) em 2012 foi de cerca de um 1 trilhão * de dólares, com um PIB nominal per capita em 3 797 dólares. Em junho de 2011, durante o Fórum Econômico Mundial sobre a Ásia Oriental, o presidente da Indonésia disse que o país estará entre as dez maiores economias do mundo até a próxima década. O setor industrial é o maior da economia indonésia e respondia por 46,4% do PIB (2012), seguido por serviços (38,6%) e pela agricultura (14,4%). Em 2019, a Indonésia tinha a 11.ª indústria mais valiosa do mundo (US$ 220,5 bilhões), segundo o Banco Mundial. Em 2019, a Indonésia era a 17.ª maior produtora de veículos do mundo (1,2 milhões) e a 25.ª maior produtora de aço (6,0 milhões de toneladas). Em 2016, o país era o 5º maior produtor de calçados do mundo. No entanto, desde 2012, o setor de serviços empregou mais pessoas do que as outras áreas da economia e representa sozinho 48,9% da força de trabalho total do país, pela agricultura (38,6%) e pela indústria (22,2%). O setor agrícola, no entanto, foi historicamente o maior empregador do país há séculos. Em 2018, o país era o maior produtor mundial de óleo de palma e de coco, e um dos 6 maiores produtores do mundo de café, cacau, banana, borracha natural, arroz, milho, mandioca, batata doce, pimenta, abacaxi, manga, mamão e abacate.
De acordo com dados da Organização Mundial do Comércio, a Indonésia era o 27.º maior exportador do mundo em 2010, subindo três posições em relação ao ano anterior. Os principais mercados de exportação da Indonésia em 2009 eram Japão (17,28%), Singapura (11,29%), Estados Unidos (10,81%) e a China (7,62%), enquanto os principais fornecedores de importações para a Indonésia eram Singapura (24,96%), China (12,52%) e Japão (8,92%). Em 2005, o país alcançou um superávit comercial, totalizando receitas de 83,64 bilhões * de dólares com exportações e gastos de 62,2 bilhões de dólares com importações. A Indonésia tem vastos recursos naturais: em 2015 era o 12.ª maior exportador de gás natural do mundo, e em 2018, era o maior exportador mundial de carvão. Em 2019, o país era o maior produtor mundial de níquel; 7º maior produtor mundial de ouro; 2º maior produtor mundial de estanho e o 6º maior produtor mundial de bauxita. As principais importações do país incluem máquinas e equipamentos, produtos químicos, combustíveis e produtos alimentares, enquanto entre os principais produtos de exportação estão petróleo e gás, eletrodomésticos, madeira, borracha e têxteis.

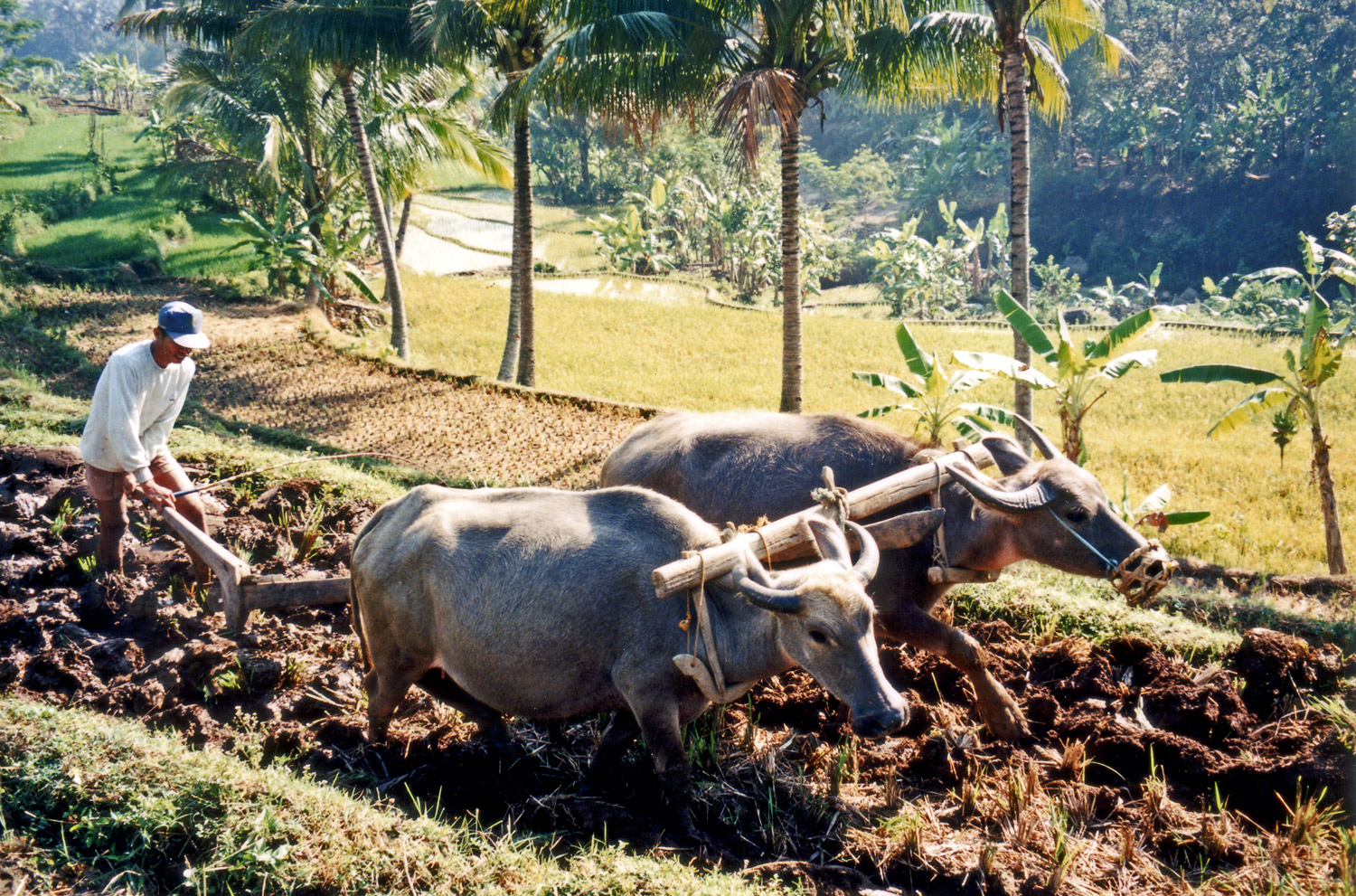
Agricultor usando um búfalo-asiático para a arar os campos de arroz na ilha de Java. O setor agrícola foi o maior empregador do país durante séculos

Principais produtos de exportação da Indonésia em 2019

Na década de 1960 a economia se deteriorou drasticamente como resultado da instabilidade política, de um governo jovem e inexperiente e do nacionalismo econômico, que resultou em pobreza extrema e da fome. Até o momento da queda do presidente Sukarno, em meados dos anos 1960, a economia estava caótica, com uma inflação de 1 000% ao ano, diminuição nas receitas de exportação, uma infraestrutura em ruínas, fábricas operando com capacidade mínima e investimentos insignificantes. Após a queda de Sukarno, a nova administração nacional promoveu um certo grau de disciplina financeira à política econômica, o que rapidamente reduziu os níveis inflação, estabilizou a moeda local, renegociou a dívida externa e atraiu investimento estrangeiro. A Indonésia era, até recentemente, o único país do Sudeste Asiático membro da Organização dos Países Exportadores de Petróleo (OPEP) e o preço do petróleo durante os anos 1970 aumentou as receitas de exportação, o que contribuiu para altas taxas de crescimento econômico sustentado, com média de mais de 7% ao ano entre 1968 e 1981. Na sequência de novas reformas no final dos anos 1980, o investimento estrangeiro fluiu para o país, especialmente para o setor industrial orientado para a exportação em rápido desenvolvimento e, de 1989 a 1997, a economia indonésia cresceu a uma média anual de mais de 7%.
O país foi o mais duramente atingido pela crise financeira asiática de 1997, quando houve súbitas saídas de capital, o que levou a rupia indonésia a entrar em queda livre. Em relação ao dólar estadunidense, a rupia se desvalorizou de cerca de Rp 2 600 no final de 1997 para um valor abaixo de cerca de Rp 17 000 alguns meses mais tarde, enquanto a economia encolheu notáveis 13,7%. Estes acontecimentos levaram à recessão econômica generalizada em toda a economia e contribuiu para a crise política de 1998, que levou Suharto a renunciar ao cargo de presidente. A rupia depois estabilizou no entre Rp 8 000−10 000 e uma recuperação econômica lenta, mas constante se seguiu. No entanto, a instabilidade política, uma lenta reforma econômica e altos níveis de corrupção política retardaram a recuperação econômica do país. A Transparência Internacional, por exemplo, classificou a Indonésia abaixo do 100º lugar no Índice de Percepção de Corrupção. Desde 2007, no entanto, com a melhoria no setor bancário e do consumo doméstico, o crescimento econômico nacional acelerou para mais de 6% ao ano e isso ajudou o país durante recessão global de 2008–2009. O país recuperou a sua classificação de grau de investimento no final de 2011, depois de perdê-lo no ano de 1997. No entanto, em 2012, 11,7% da população ainda vivia abaixo da linha de pobreza e a taxa oficial de desemprego foi de 6,1%.

### Turismo

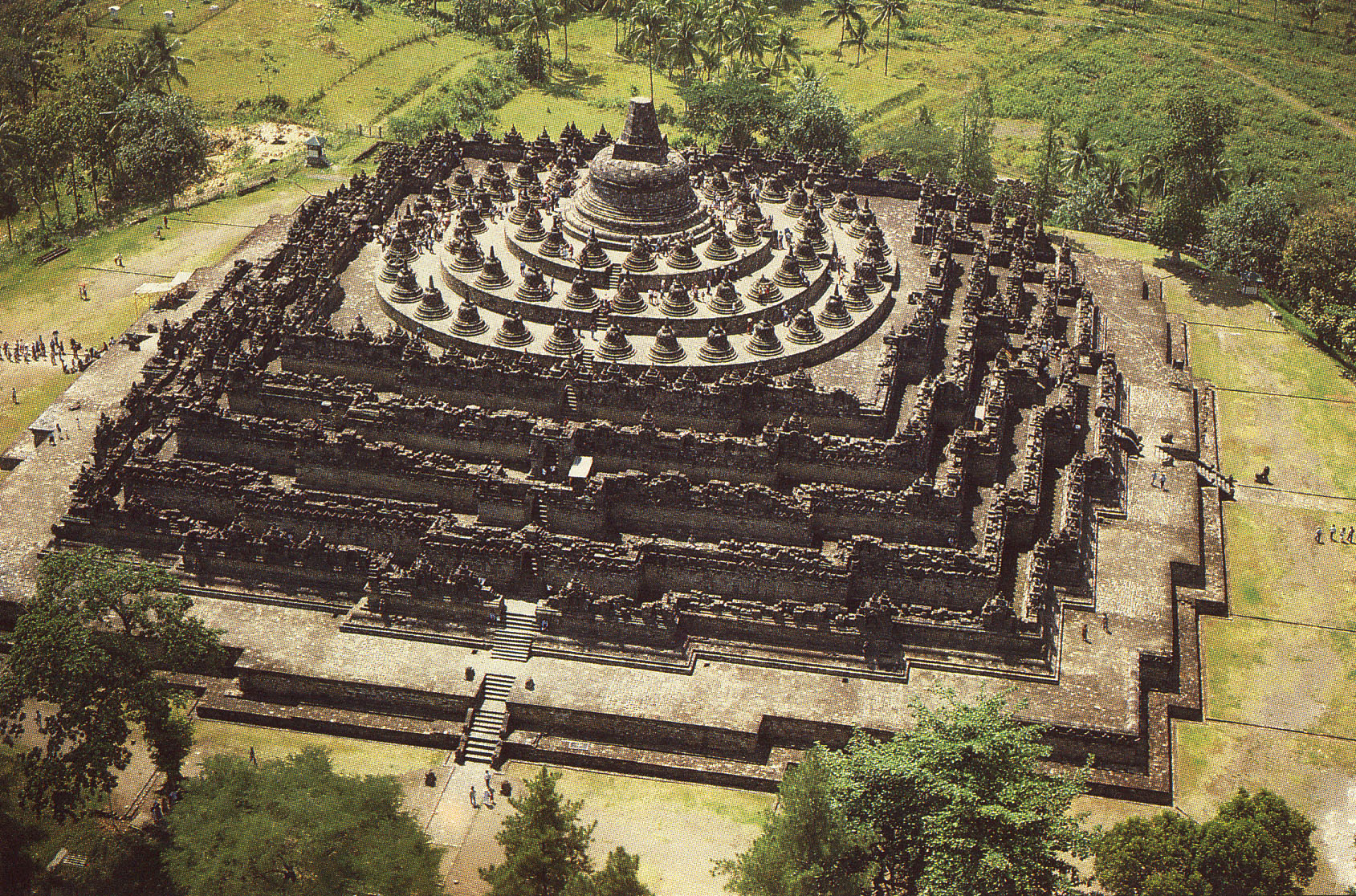
Borobudur, um Patrimônio Mundial pela UNESCO e o monumento mais visitado do país

Tanto a natureza quanto as culturas locais são componentes principais da indústria do turismo da Indonésia. O patrimônio natural é privilegiado por uma combinação única de clima tropical e um vasto arquipélago formado por 17 508 ilhas, sendo que 6 mil delas habitadas, além disso o país tem o terceiro litoral mais longo do mundo (54 716 km), atrás apenas do Canadá e da União Europeia. A Indonésia é o maior do mundo e o mais populoso país situado apenas em ilhas. As praias de Bali, locais de mergulho em Bunaken, o Monte Bromo em Java Oriental, o Lago Toba e os vários parques nacionais em Sumatra são alguns exemplos de destinos populares. Esses atrativos naturais são complementados por uma rica herança cultural que reflete a história dinâmica da Indonésia e sua grande diversidade étnica. Um fato que exemplifica essa riqueza é que 719 línguas vivas são usadas em todo o arquipélago. Os antigos templos de Borobudur e Prambanan, Toraja, Joguejacarta, Minangkabau e, claro, Bali, com seus vários festivais hindus, são pontos turísticos populares para o turismo cultural.

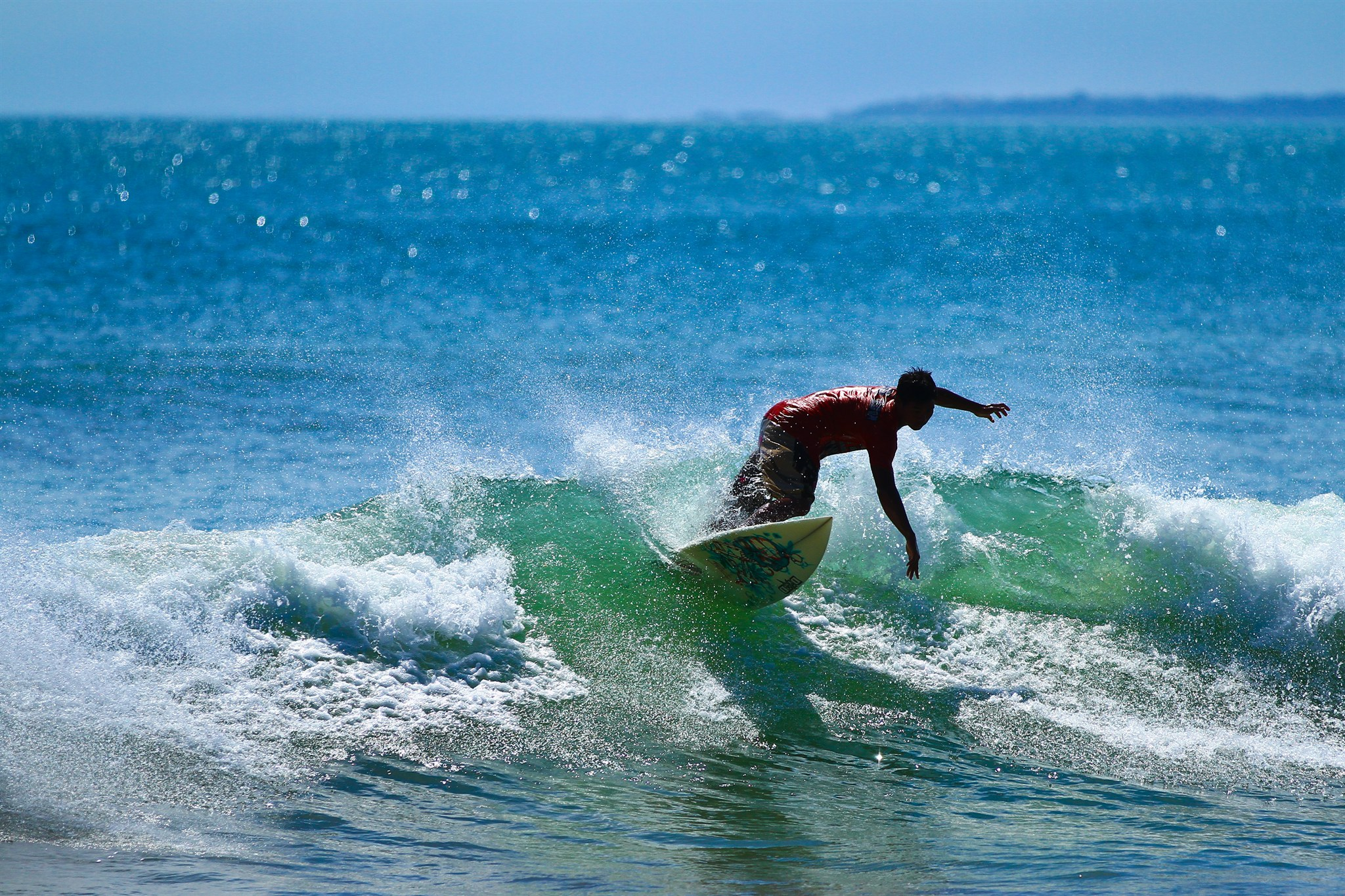
Um surfista na praia de Kuta, em Bali

O turismo na Indonésia é atualmente supervisionado pelo Ministério da Cultura e do Turismo. As campanhas turísticas internacionais têm se concentrado em grande parte de seus destinos tropicais, com praias de areia branca, céu azul e atrações culturais. Resorts e hotéis de praia têm sido construídos em alguns dos destinos turísticos mais populares, especialmente na ilha de Bali. Ao mesmo tempo, a integração de temas culturais e turismo sob o âmbito do mesmo ministério mostra que o turismo cultural é considerado parte integrante da indústria de turismo local e é usado para promover e preservar o patrimônio cultural.
Alguns dos desafios que a indústria do turismo da Indonésia tem de enfrentar incluem o desenvolvimento de uma infraestrutura de apoio ao turismo em todo o arquipélago, agregar as tradições locais e o impacto do desenvolvimento do turismo na vida das populações locais. Em 2010, com base em pesquisa do Fórum Econômico Mundial, a Indonésia foi classificada na 74.ª posição entre 139 países no Índice de Competitividade em Viagens e Turismo. O turismo na Indonésia também enfrenta contratempos devido a problemas relacionados com a segurança. Desde 2002, avisos foram emitidos por alguns países sobre as ameaças de atentados terroristas e de conflitos étnicos no país, bem como de conflitos religiosos em algumas áreas, reduzindo significativamente o número de visitantes estrangeiros por alguns anos. No entanto, o número de turistas internacionais se recuperou de forma positiva desde 2007 e atingiu um novo recorde em 2008. Em 2012, cerca de 8 milhões de turistas estrangeiros visitaram o país.

## Cultura

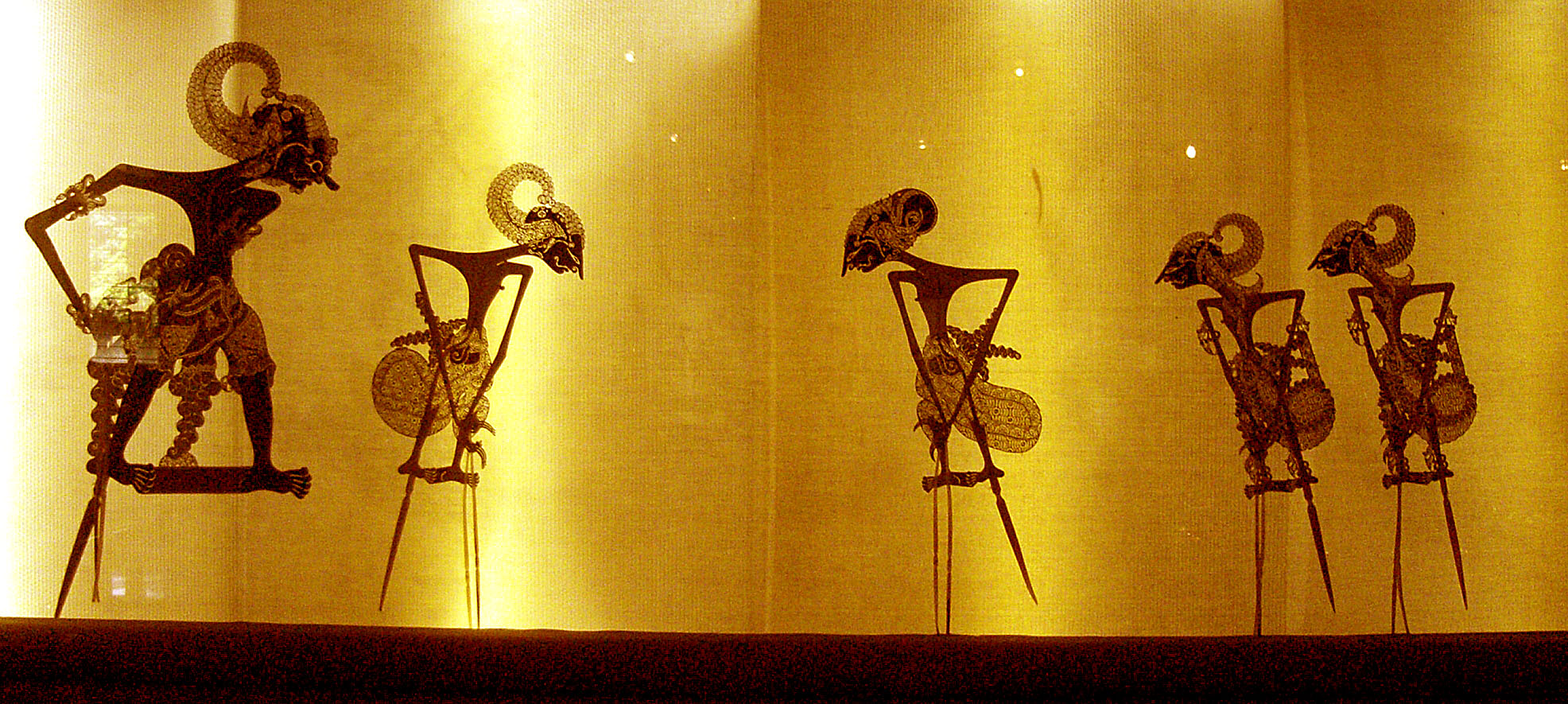
Fantoches tradicionais chamados Wayang Kulit representando os cinco Pandava, da esquerda para a direita: Bhima, Arjuna, Yudhishtira, Nakula e Sahadeva. Museu Indonésio, Jacarta

A Indonésia tem cerca de 300 grupos étnicos, cada um com identidades culturais desenvolvidas ao longo de séculos e influenciado por culturas como a indiana, árabe, chinês e europeia. Danças tradicionais javanesas e balinesas, por exemplo, contêm aspectos da cultura e da mitologia hindu, como em apresentações de Wayang Kulit (fantoche de sombra). Produtos têxteis, como batik, ikat, ulos e songket são criados em todo o país em estilos que variam por região. As influências mais dominantes na arquitetura local têm sido tradicionalmente indiana, no entanto, influências arquitetônicas chinesas, árabes e europeias também são significativas.

### Literatura e música
A evidência mais antiga de escrita na Indonésia é uma série de inscrições em sânscrito datada do século V. Entre as figuras importantes da literatura moderna do país estão o autor holandês Multatuli, que criticava o tratamento dado aos indonésios durante o domínio colonial holandês; Muhammad Yamin e Hamka, que eram influentes escritores e políticos nacionalistas do período pré-independência, e a escritora proletária escritor Pramoedya Ananta Toer, a mais famosa romancista indonésia.) Muitos dos povos do país tem tradições orais fortemente enraizadas que ajudam a definir e preservar suas identidades culturais.
A música indonésia tradicional inclui o gamelão e o keroncong. A popularidade da indústria cinematográfica indonésia atingiu o auge em 1980 e dominou os cinemas do país, embora tenha diminuído significativamente no início de 1990. Entre 2000 e 2005, o número de filmes indonésios lançado a cada ano aumentou constantemente.

### Culinária

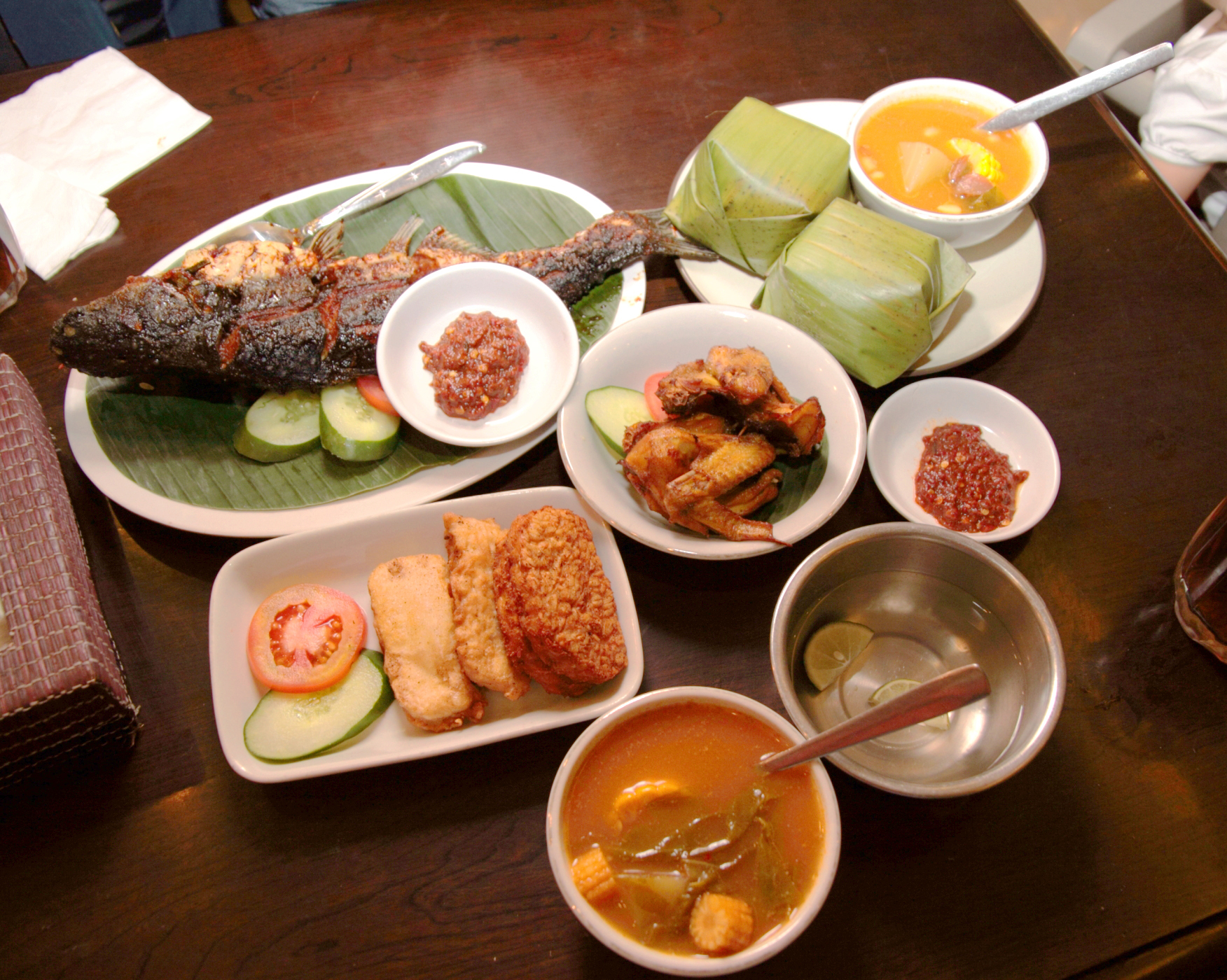
Uma seleção de comidas tradicionais indonésias, como peixe assado, nasi timbel (arroz enrolado em folha de bananeira), sambal, tempeh frito, tofu e sayur asem

A culinária do país varia por região e é baseada em influências chinesas, europeias, árabes e indianas. O arroz é o principal alimento básico e é servido com acompanhamentos de carnes e legumes. Especiarias (principalmente a pimenta), leite de coco, peixe e frango são ingredientes fundamentais na culinária local.

### Mídia
A liberdade de imprensa na Indonésia aumentou consideravelmente após o fim do regime do presidente Suharto, durante o qual o extinto Ministério de Informações monitorava e controlava a mídia nacional e restringia os meios de comunicação estrangeiros. O mercado de televisão inclui dez redes comerciais nacionais e redes provinciais que competem com a pública TVRI. Estações de rádio privadas mantém seus próprios noticiários e transmitem programas de emissoras estrangeiras. Com cerca de 25 milhões de usuários registrados em 2008, o uso da internet foi estimada em 12,5% da população em setembro de 2009. Mais de 30 milhões de celulares são vendidos na Indonésia a cada ano e 27% deles são de marcas locais.

### Esportes
Os esportes na Indonésia são geralmente masculinos. Os esportes mais populares são o badminton e o futebol. Os jogadores indonésios ganharam a Thomas Cup (o campeonato mundial de badminton masculino) em treze das vinte e seis vezes em que ela foi realizada desde 1949, além de terem várias medalhas olímpicas desde que o esporte ganhou o status olímpico completo em 1992. As jogadoras indonésias ganharam a Uber Cup (o equivalente feminino da Thomas Cup) duas vezes, em 1994 e 1996. A Liga Indonésia é a principal liga de clubes de futebol do país. Entre os esportes tradicionais do país estão o sepaktakraw e corridas de touro em Madura. Em áreas com histórico de guerras tribais, falsos concursos de combate são realizadas, como caci em Flores e o pasola em Sumba. O silat é uma arte marcial tradicional da Indonésia.